# Biserica reformată din Feliceni

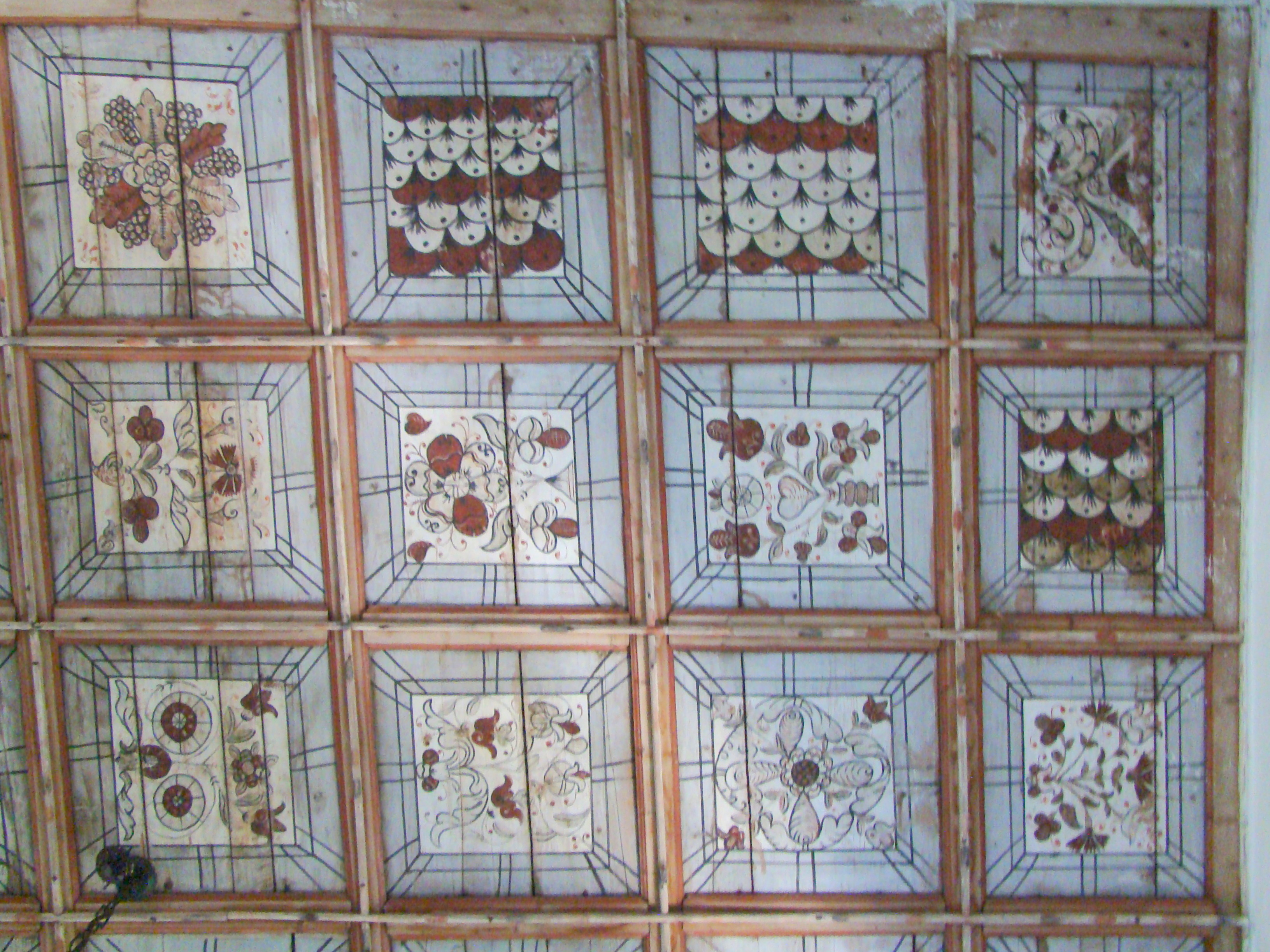
Tavanul casetat (detaliu)

Biserica reformată din Feliceni este un ansamblu de monumente istorice aflat pe teritoriul satului Feliceni, comuna Feliceni.
Ansamblul este format din două monumente:
- Biserica reformată (cod LMI HR-II-m-A-12817.01)
- Zid de incintă (cod LMI HR-II-m-A-12817.02)

## Localitatea
Feliceni (în maghiară Felsőboldogfalva) este satul de reședință al comunei cu același nume din județul Harghita, Transilvania, România. Este situat pe valea râului Târnava Mare, în apropiere de Odorheiu Secuiesc. Prima atestare documentară datează din anul 1333, cu denumirea Sancte Mariae . În 1497 este menționat cu numele Boldogazzonfalva.

## Biserica
Biserica, înconjurată de un zid de piatră, este de origine medievală, construcție din secolul al XIII-lea. Turnul a fost ridicat la mijlocul secolului al XIX-lea. Tavanul casetat a fost realizat în anul 1670. În timpul restaurării bisericii din 1974-1975, sub stratul de var au fost descoperite fragmente de fresce din secolul al XV-lea.
„Biserica reformată din Teleac se află în centrul satului, în apropierea malului stâng al pârâului „Bedő”, care trece prin sat în direcția E-V. Locul și împrejurimea bisericii se află pe o terasă relativ joasă. Lângă biserică găsim un izvor cu randament destul de bogat, care a avut influență importantă asupra așezărilor omenești din împrejurime. Ploile torențiale din vara anului 2007 au cauzat inundații grave în jurul bisericii.
Lucrările de renovare a bisericii reformate construite în cursul sec. XVIII-XIX din Teleac au început deja în anul 2006. În proiectul de renovare - cu scopul de evitare a umezelii - a fost prevăzută îndepărtarea pământului în ad. de 0,80 m din interiorul bisericii. În cursul supravegherii arheologice s-a constatat că deasupra actualei bisericii se află zidurile de fundație al bisericii anterioare cu absidă poligonală. Din pământul de umplutură au ieșit la iveală oase umane aparținând mormintelor bisericii anterioare. Observațiile de mai sus au arătat clar că trebuie efectuate săpături arheologice de salvare.
La suprafața locului nu s-a făcut nici o evaluare de teren anterior săpături din anul 2007. În cursul săpăturilor am făcut periegheze arheologice în vecinătatea bisericii (grădina parohiei reformate), și am colectat fragmente ceramice aparținând sec. III-IV, VII-IX. și XIII-XIV.
Cercetările arheologice au avut loc între 4 iunie 2007 și 14 septembrie 2007, în cursul săpăturii am deschis 6 secțiuni de 5 x 2,5 m în interiorul bisericii, cea ce cuprinde suprafața totală afectată de renovare, în exterior nu am făcut săpături. Obiectivul inițial al cercetării arheologice a fost clarificarea periodizării construcției bisericii actuale și celei anterioare din Teleac.
Stratigrafia generală al săpăturii este relativ simplă:
- sub straturile de construcții moderne (sec. XIX-XX) a fost documentat un strat negru, puțin amestecat; sub acesta s-a putut separa groapa mormintelor, bordeielor etc., săpată în stratul natural brun-maroniu lutos cu pietriș.
Cercetările după înlăturarea pardoselii realizate din beton, au început în partea estică a bisericii cu scopul de a afla existența fazelor și construcțiilor anterioare bisericii. În pământul negru destul de repede au apărut fundațiile unor abside poligonale cu contraforturi. Inscripția situată pe zidul sudic ne sugera așadar mai multe faze de construcție.
Dedesubtul zidurilor au fost găsite urmele unei așezări anterioare. O locuință semiadâncită (Ob-3) a fost descoperită în partea estică a bisericii (S1), cu o orientare de E-V, L 4,25 m, l cercetată 2,85 m, ad. relativă 0,30 m; pe partea estică al acestuia a fost găsită vatra de piatră a locuinței (Ob-4) săpată în pământ, la colțuri respectiv lângă perete au fost descoperite gropile stâlpilor și pilonilor, pe partea estică a fost documentată un șir de țăruși. Poziționat la V de Ob-3 în S6 au fost descoperite urmele unui bordei (Ob-6) și a vetrei acestuia (Ob-10) identic celor descoperite anterior. Are o orientare de E-V cu L de 4 m, l descoperită 1,5 m, ad. relativă 0,30-0,50 m, pe partea estică a fost descoperită vatra de piatră a locuinței, arsă puternic, săpată în pământ. La colțul nord-vestic al locuinței a fost descoperită numai o groapă de stâlp (lucrările de cercetare au fost grav influențate de inundațiile cauzate de ploile torențiale). În umplutura acestui complex au fost dezvelite mai multe rămășițe de bârne arse, carbonizate, la fel și pe fundul gropilor, pe nivelul de călcare interior, unde a fost depistat un strat de arsură, ceea ce ne sugerează că bordeiul a fost distrus de către incendiu.
În partea nord-vestică a S5 au mai fost dezvelite urmele unui bordei cu o orientare de E-V, L descoperită 3,20 m, l descoperită 1,60, ad. relativă 0,30 m. Bordeiul a fost cercetat numai parțial din cauza amvonului, iar o parte a fost distrusă de către înmormântările ulterioare; pe suprafața cercetată n-au fost depistate urme de vatră.
Din acest bordei au fost recuperate fragmente de vase caracteristice culturii Sântana de Mureș, (ceramică lucrată cu mâna), care au fost realizate dintr-o pastă poroasă, degresată cu pietriș, fiind arse reducător, ceea ce duce la obținerea unor culori ce variază între diferitele nuanțe de cenușiu, roșiatic; ca formă aparțin oalelor.
Ceramicii fine lucrată la roată de olar îi aparțin vase realizate dintr-o pastă mai bine frământată, omogenă, arsă reducător, culoarea variind între cenușiu, brun-cenușiu și negru, unele bucăți erau decorate cu brâuri în relief pe umăr sau benzi de linii în val sau în zigzag, lustruite.
Cercetarea bordeielor, în afară de material ceramic, a determinat obținerea unui material destul de sărac. Lângă materialele osteologice, în Ob-3 a fost găsit un vârf de lance destul de slab păstrat, în afară de acesta, ca descoperiri se pot menționa diferite pietre care erau folosite pentru ascuțire sau măcinare.
În partea vestică a bisericii, parțial am reușit descoperirea altui bordei (Ob-1), care la această dată pare să fie mai târziu. Locuința semiadâncită descoperită în partea vestică a bisericii (S3-4); are orientarea SE-NV, cu l de 3,15 m, L cercetată 3,95 m, ad. relativă 0,30-0,40 m; pe suprafața cercetată n-au fost urme de vatră; locuința a avut două faze de construire (A și B); la colțuri și lângă perete au fost descoperite gropile stâlpilor și pilonilor. Pe baza ceramicii lucrată cu mâna, decorată cu benzi de linii și linii ondulate, bordeiul se poate data în sec. VII-VIII. Din această locuință au mai fost recuperate materiale osteologice și chirpici.
În interiorul bisericii, în cele 6 secțiuni cercetate au fost descoperite 69 de morminte, din care numai 2 au fost de adulți, cele mai multe înmormântări aparțineau copiilor nou născuți. Marea majoritate a mormintelor au fost orientate V-E, dar sunt și N-S, E-V.
Inventarele unor morminte au dus la o mai strânsă cronologie a cimitirului. În mormântul M28 (orientare S-N) a fost găsită o monedă falsificată a regelui Matei II (1616), în M50 monedele principelui Gabriel Bethlen din anul 1623, iar din M54 un denar tot a principelui din anul 1625. În această perioadă se pot data și celelalte descoperiri legate de vestimentație. În M30 și M33 au fost găsite cununi realizate din tehnici diferite și păstrate destul de bine. În groapa defunctului M61 (unul dintre adulți) pe degetul mâinii drepte a fost găsit un inel din cupru, caracteristic acestei epoci.
În urma săpăturilor existau unele morminte care aveau o orientare puțin diferită, față de cele descoperite în navă, și intrau sub fundația bisericii cu absida poligonală. În S1-2 a fost cercetat un mormânt (M65) care intra sub absidă, cu o monedă aparținând regelui polonez Sigismund III, datat în anul 1614, pe baza căreia s-a dovedit (post quem) construirea acestei biserici. Nu am reușit să depistăm nivelul de călcare al bisericii construite în prima parte a sec. XVII, datorită construcției de adâncire ulterioară a pardoselii, așadar mormintele au ajuns la o adâncime destul de mică. Din nivelurile destul de mici a rezultat faptul că în urma planurilor de renovare efectuate pentru a evita umezeala zidurilor se scotea pământul afânat pe o adâncime de cca. 0,50-0,60 m, ce însemna distrugerea totală a cimitirului și a complexelor arheologice. Așadar s-a realizat cercetarea arheologică totală a suprafeței interiorului.
În umplutura unor morminte au fost găsite fragmente de cărămidă, din care era formată o pardoseală. Majoritatea mormintelor se orienta conform zidurilor acestei biserici construite în prima jumătate a sec. XVII, și aparțineau unor comunități reformate.
Cimitirul cercetat a avut o perioadă limitată de utilizare, înmormântările cuprinzând aprox. 5-6 decenii. Unii defuncți erau inhumați în sicrie, urmele acestora se puteau depista datorită folosirii cuielor la confecționarea sicrielor. În anumite cazuri se putea observa, după forma gropii, că înmormântarea a fost efectuată fără sicriu (ca de ex. M61, unde datorită pozițiilor oaselor și după forma gropii, care avea colțuri rotunjite, presupunem că defunctul a fost învelit în lințoliu).
În urma cercetării arheologice au fost delimitate mai multe faze de construcție a bisericii. Se poate presupune o prima fază pe baza mormintelor cu orientare diferită, dar care nu a fost cercetată la nivelul zidurilor. După biserica construită în prima parte a sec. XVII o nouă fază de construcție are loc la sfârșitul sec. XVII, când biserica este lărgită în direcția nordică și vestică. Datarea acestor faze se poate lega cu inscripția de pe zidul sudic, care pare să păstreze numele patronului Konia Sando(r) și anul 1694. În urma acestei etape sau într-un interval destul de scurt se construiește turnul. O extindere a construcție are loc la sfârșitul sec. XVIII când biserica capătă forma și dimensiunile actuale. Cu această ocazie are loc lărgire absidei la E, iar pe partea sudică se construiește un portic”.

## Imagini din exterior

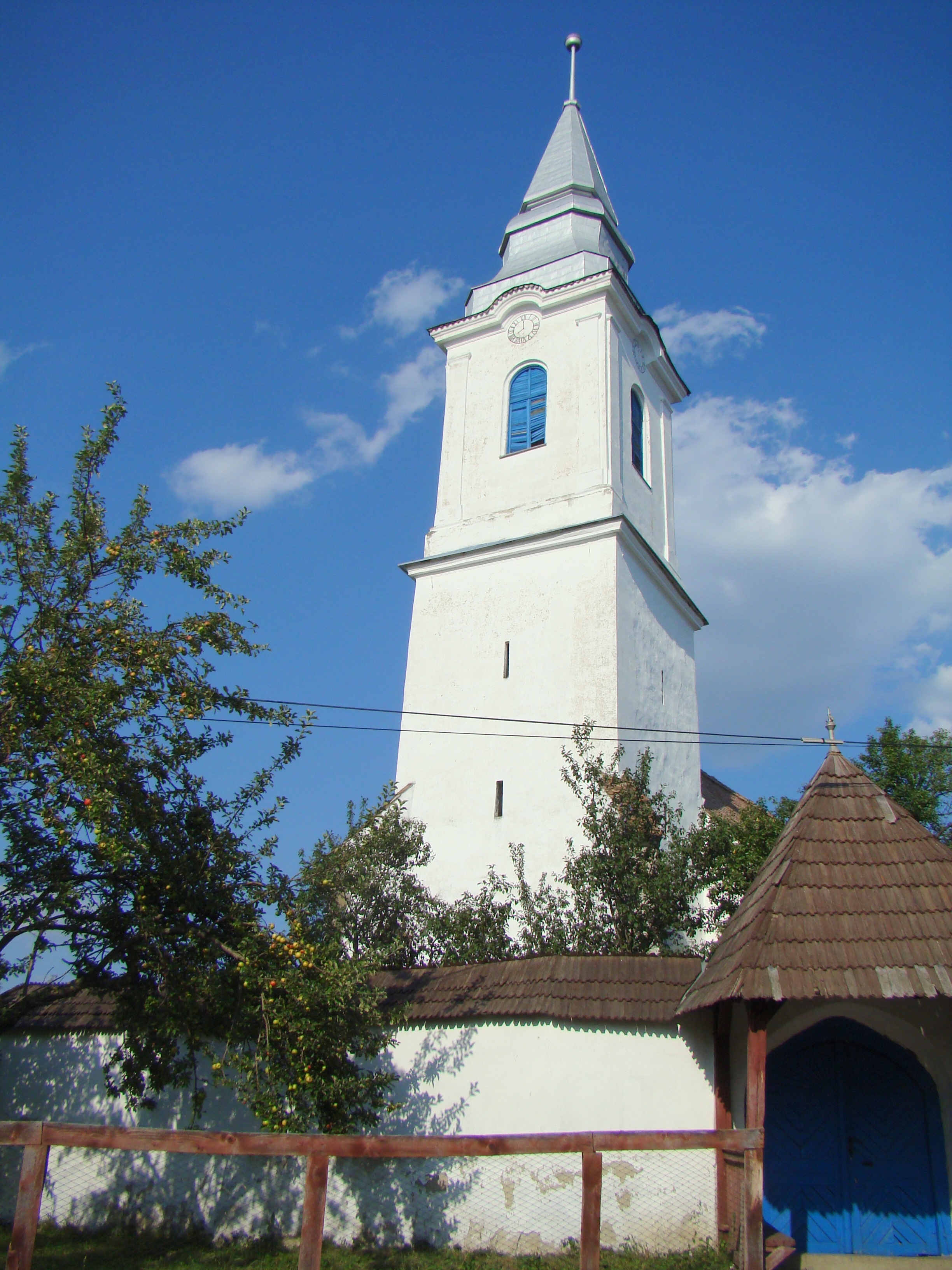
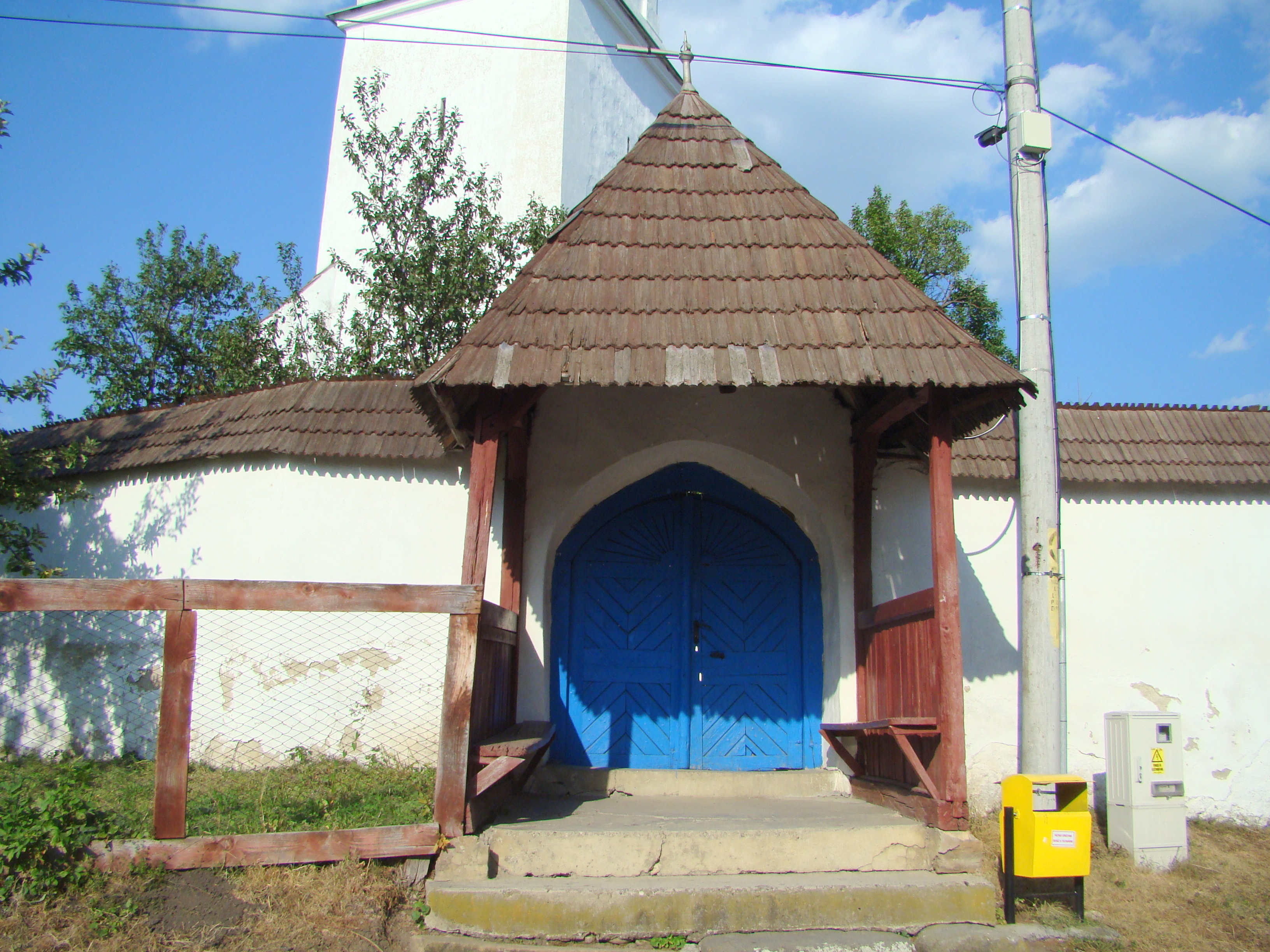
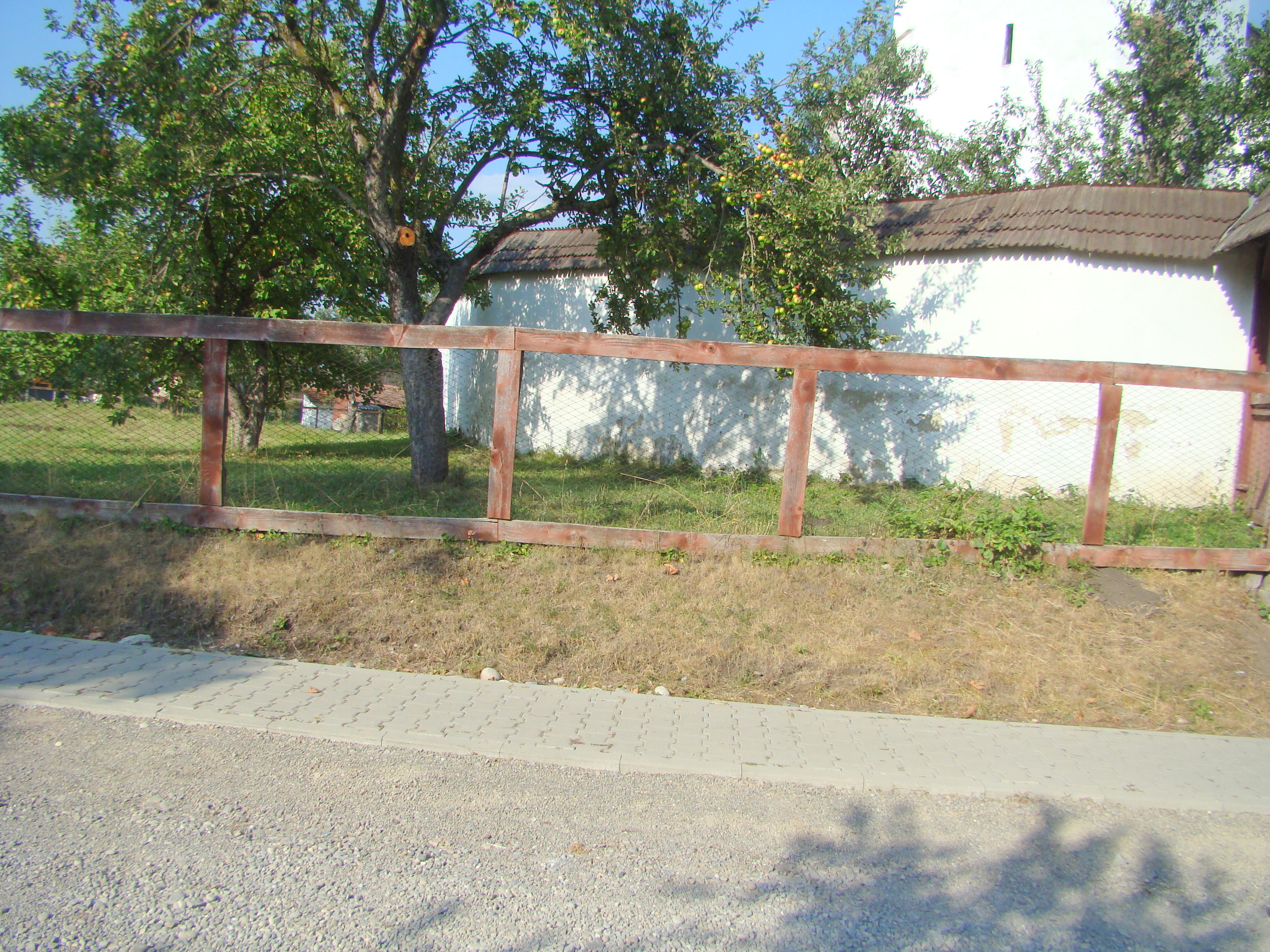
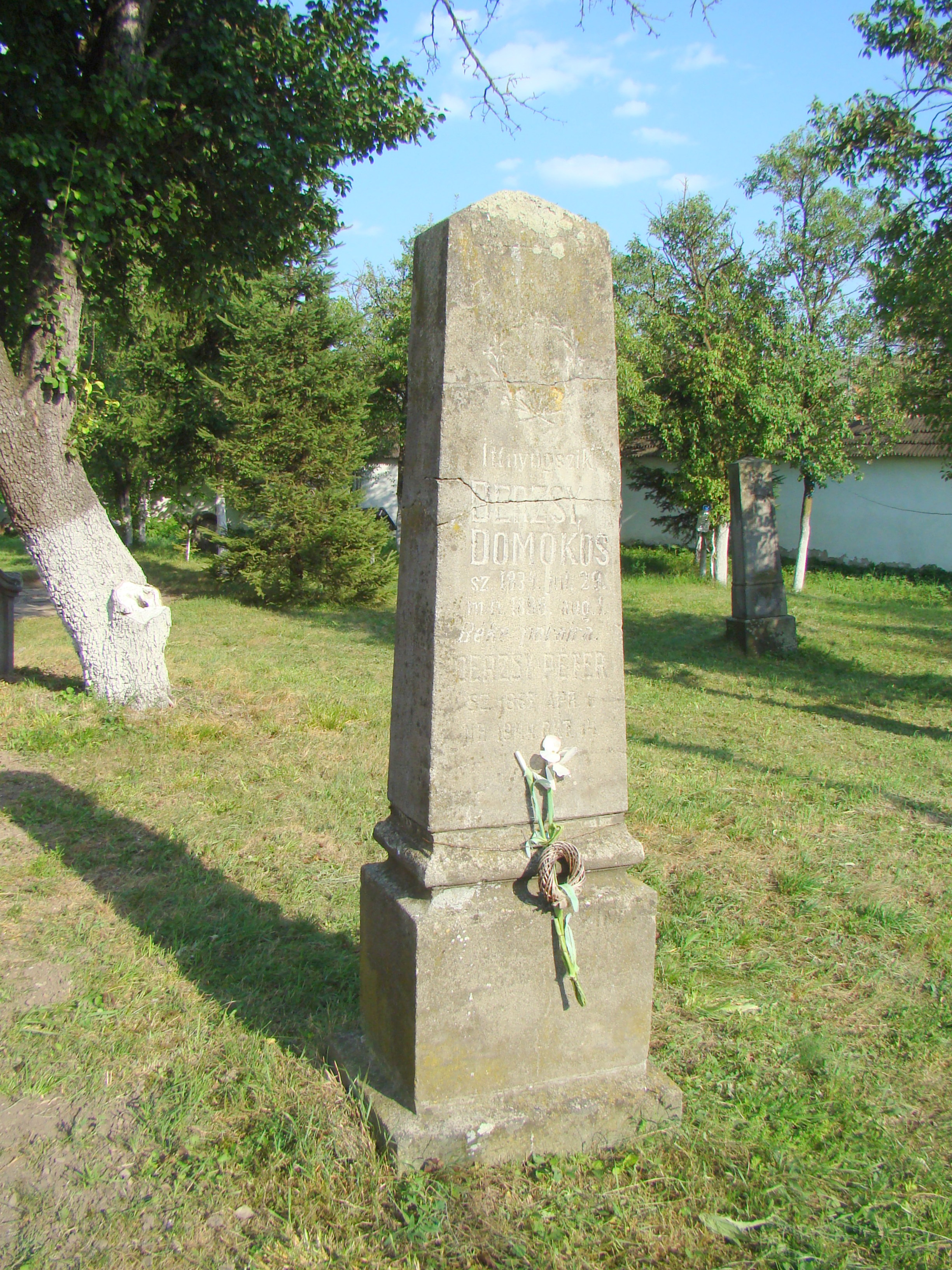
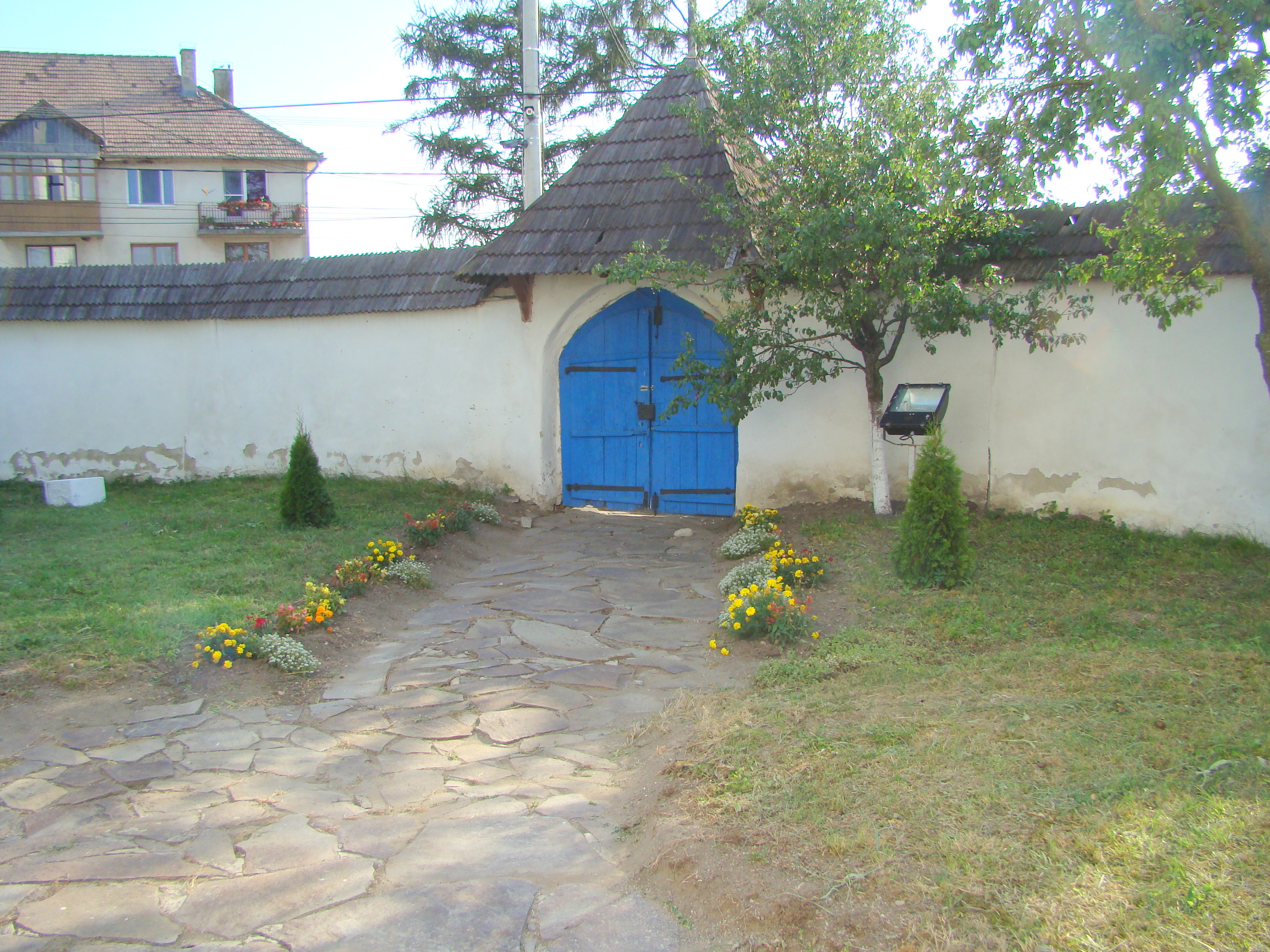
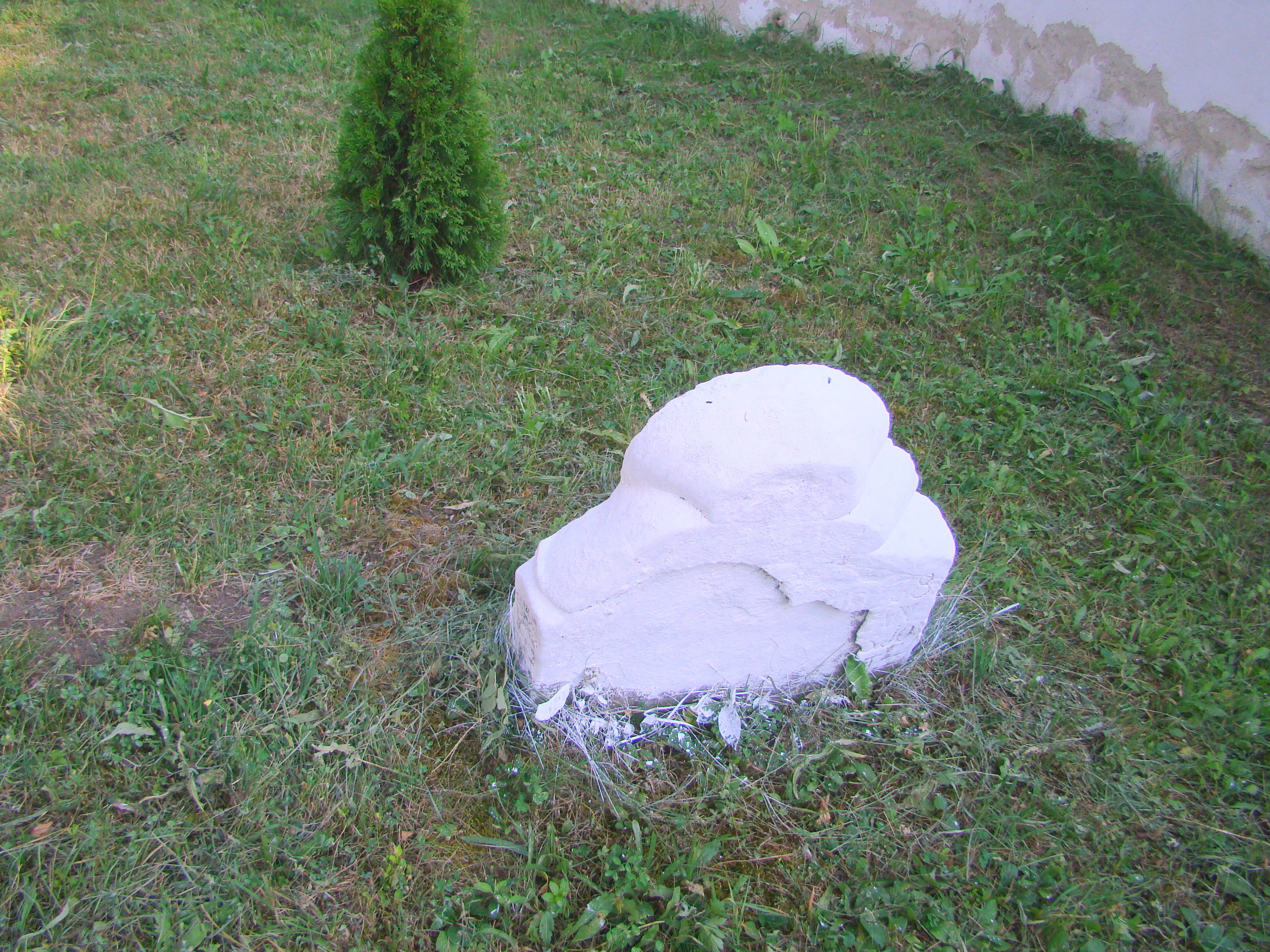
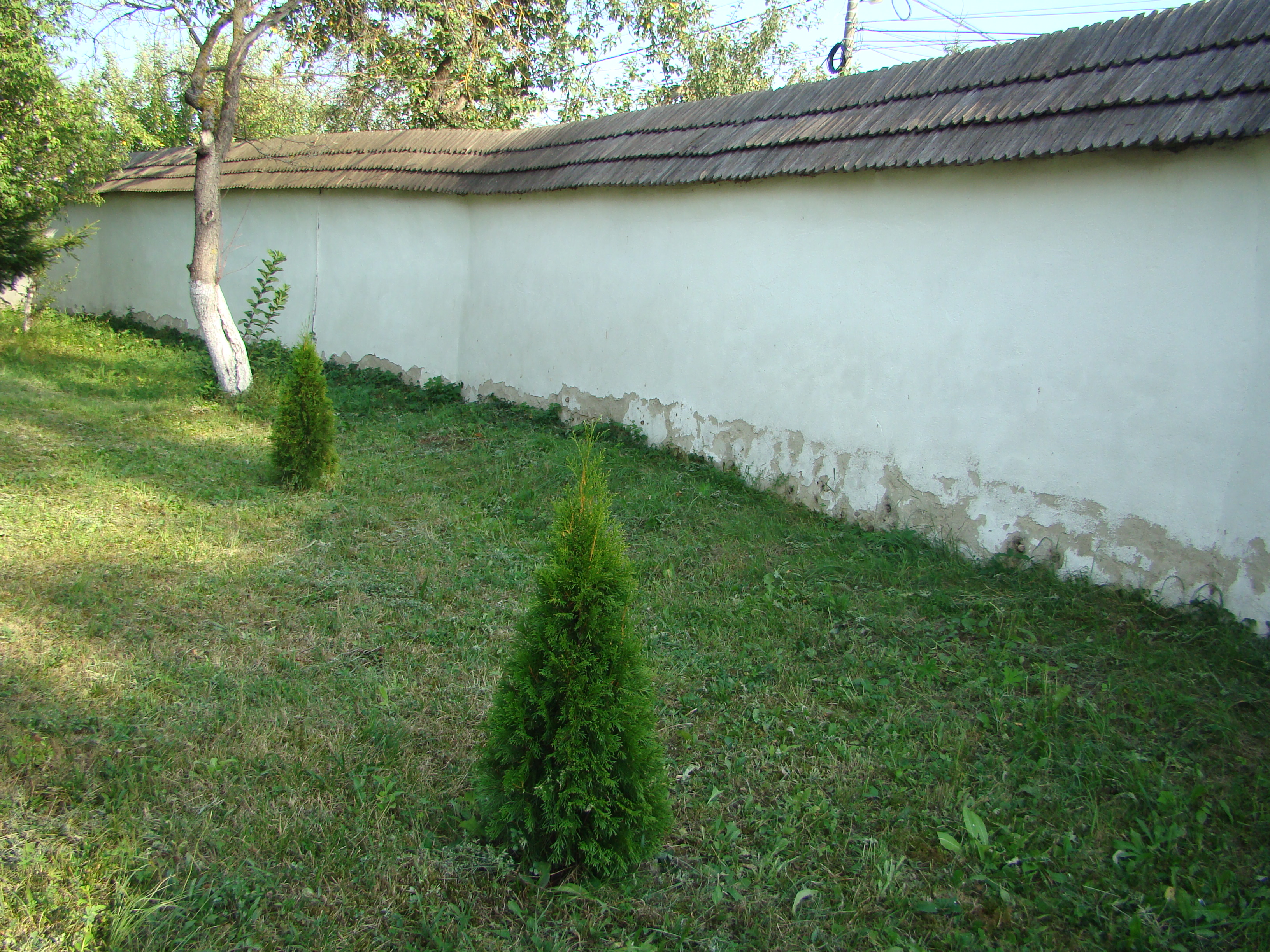
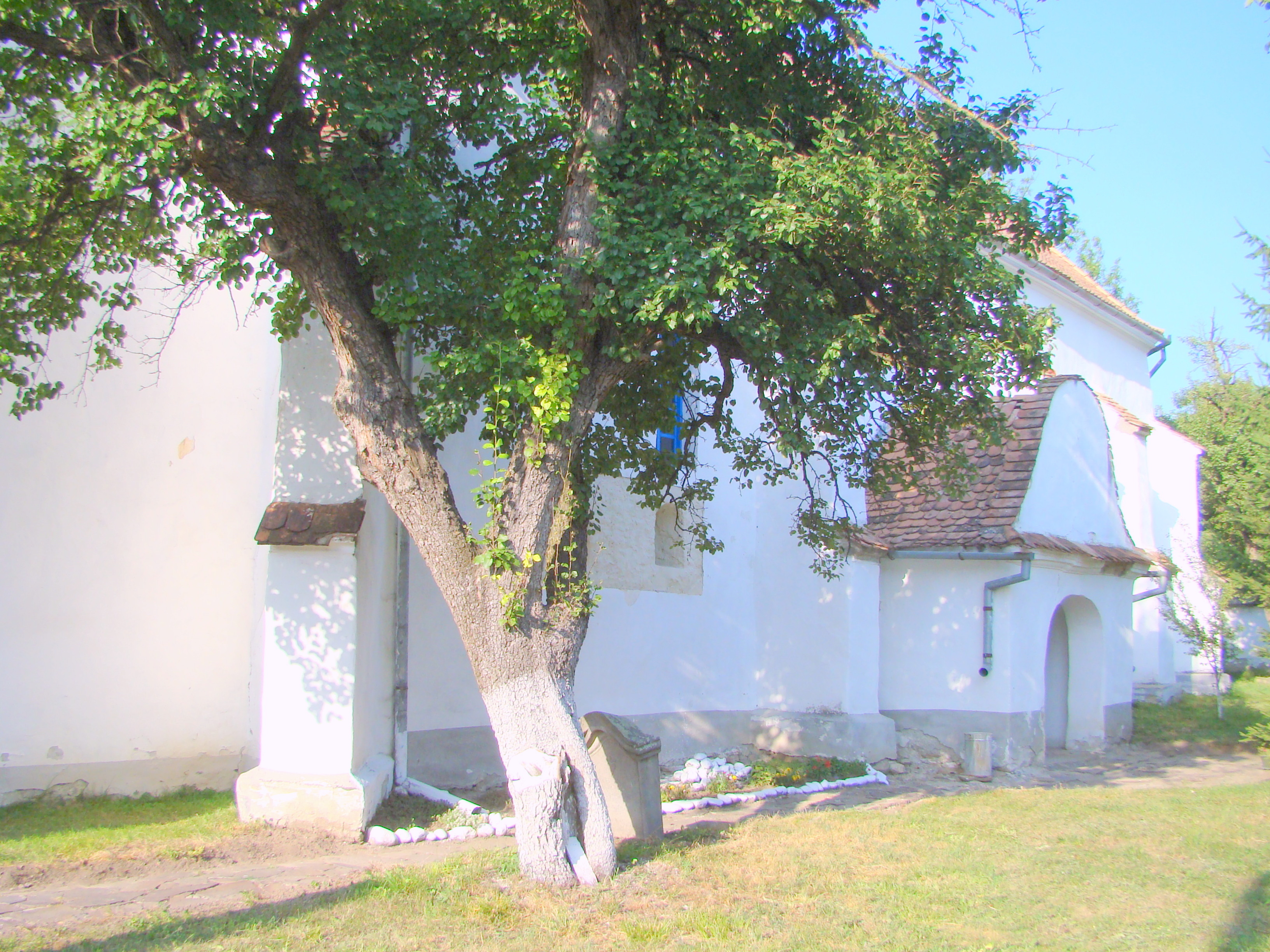
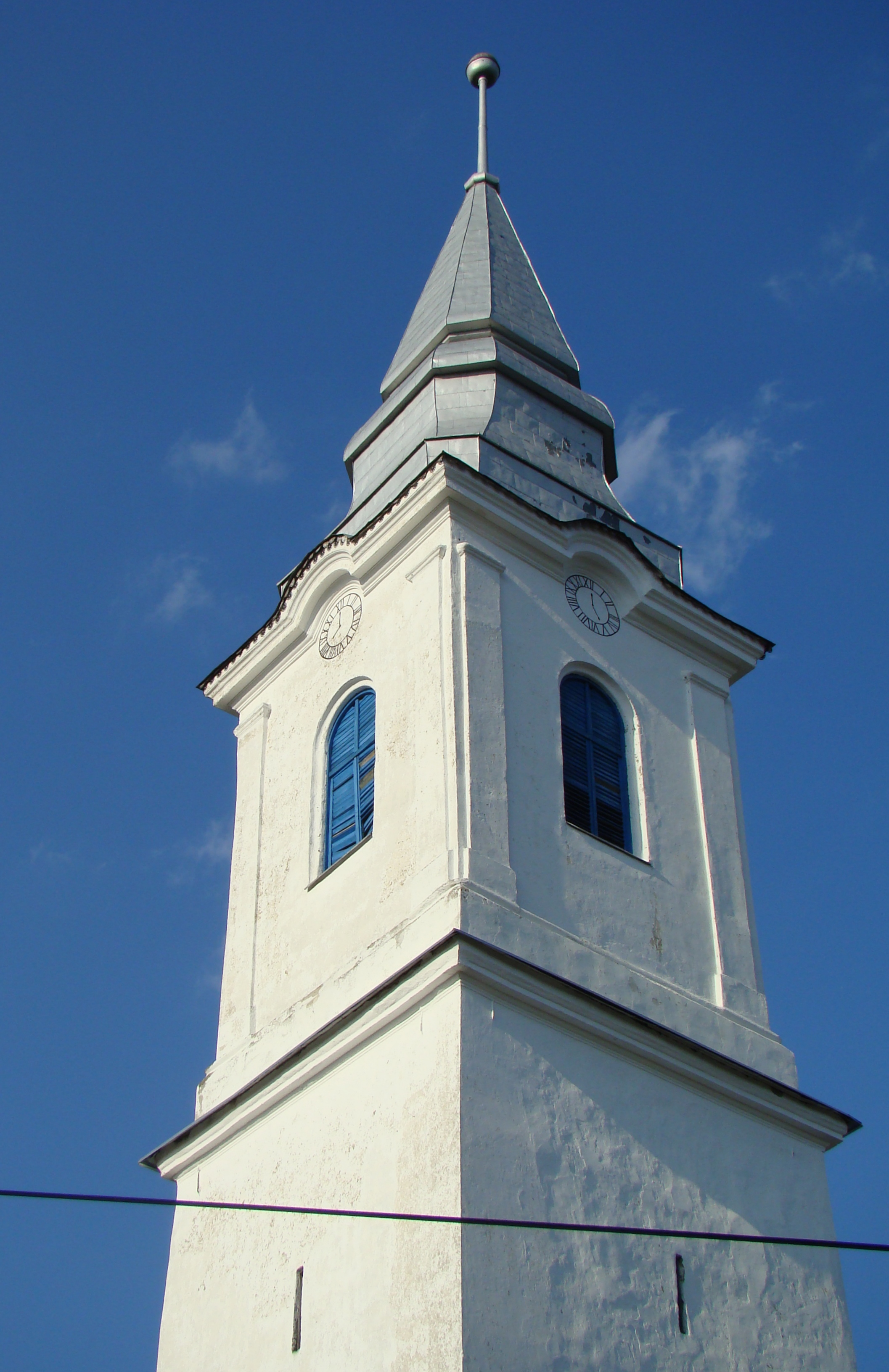
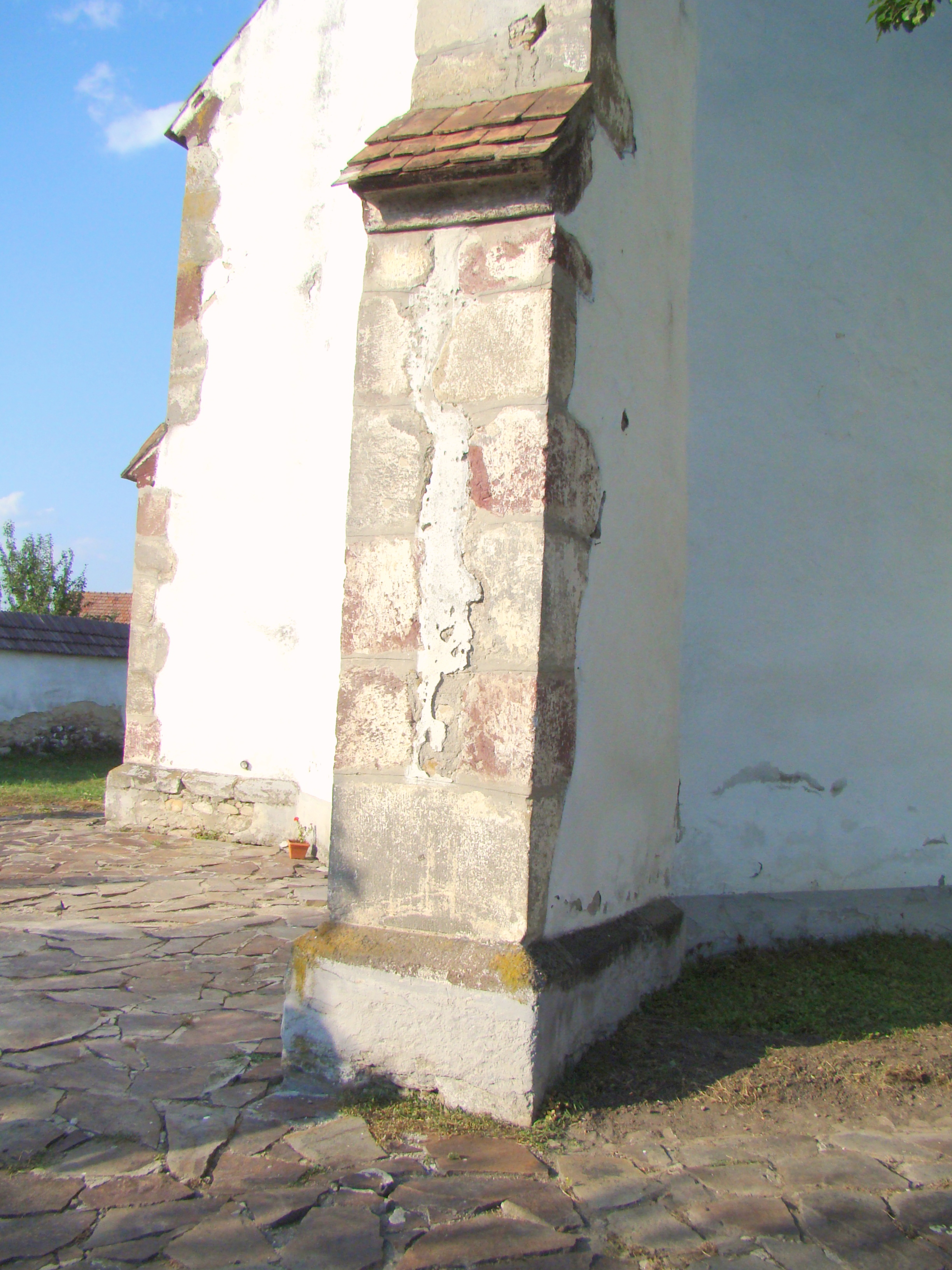
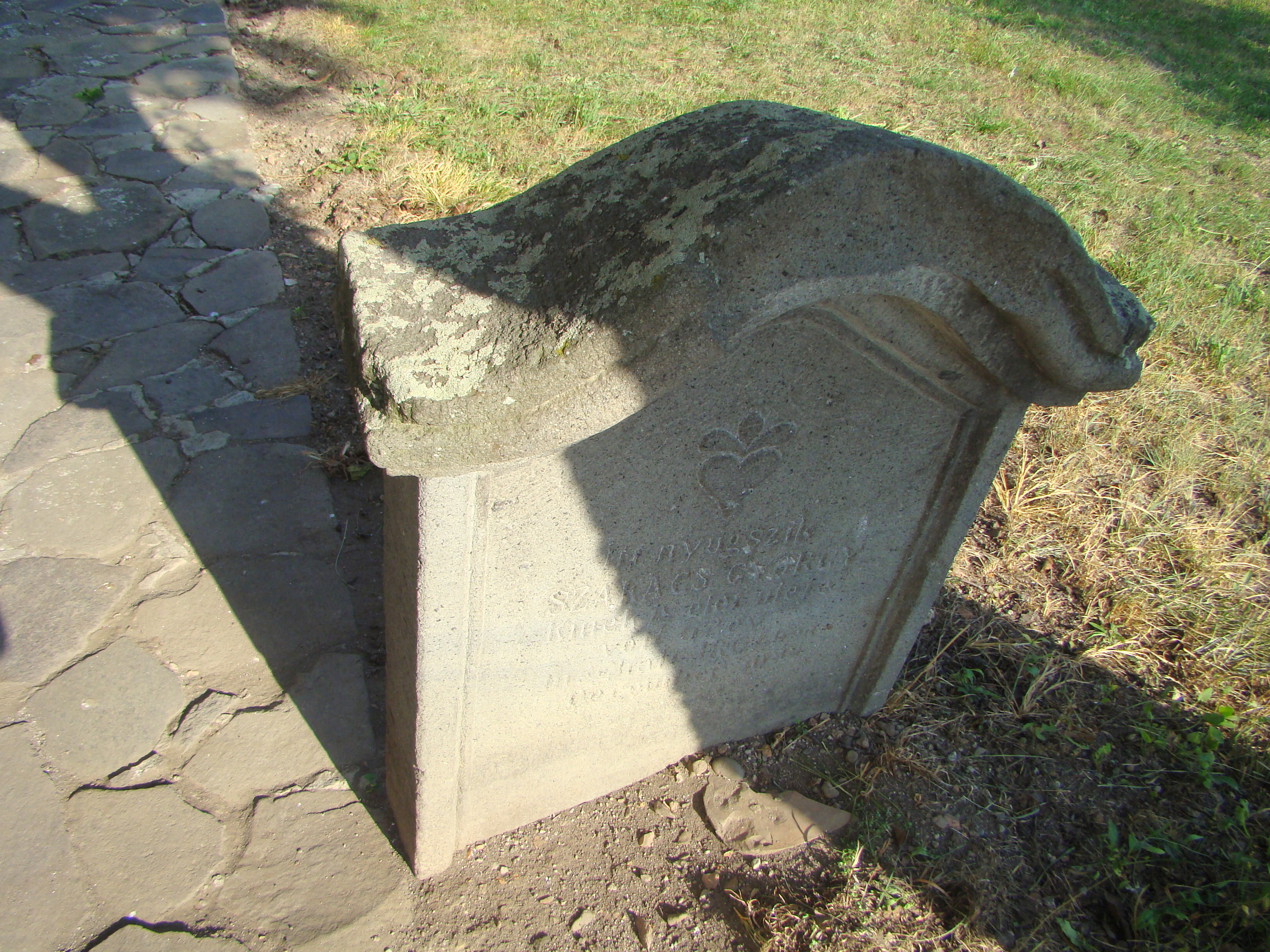
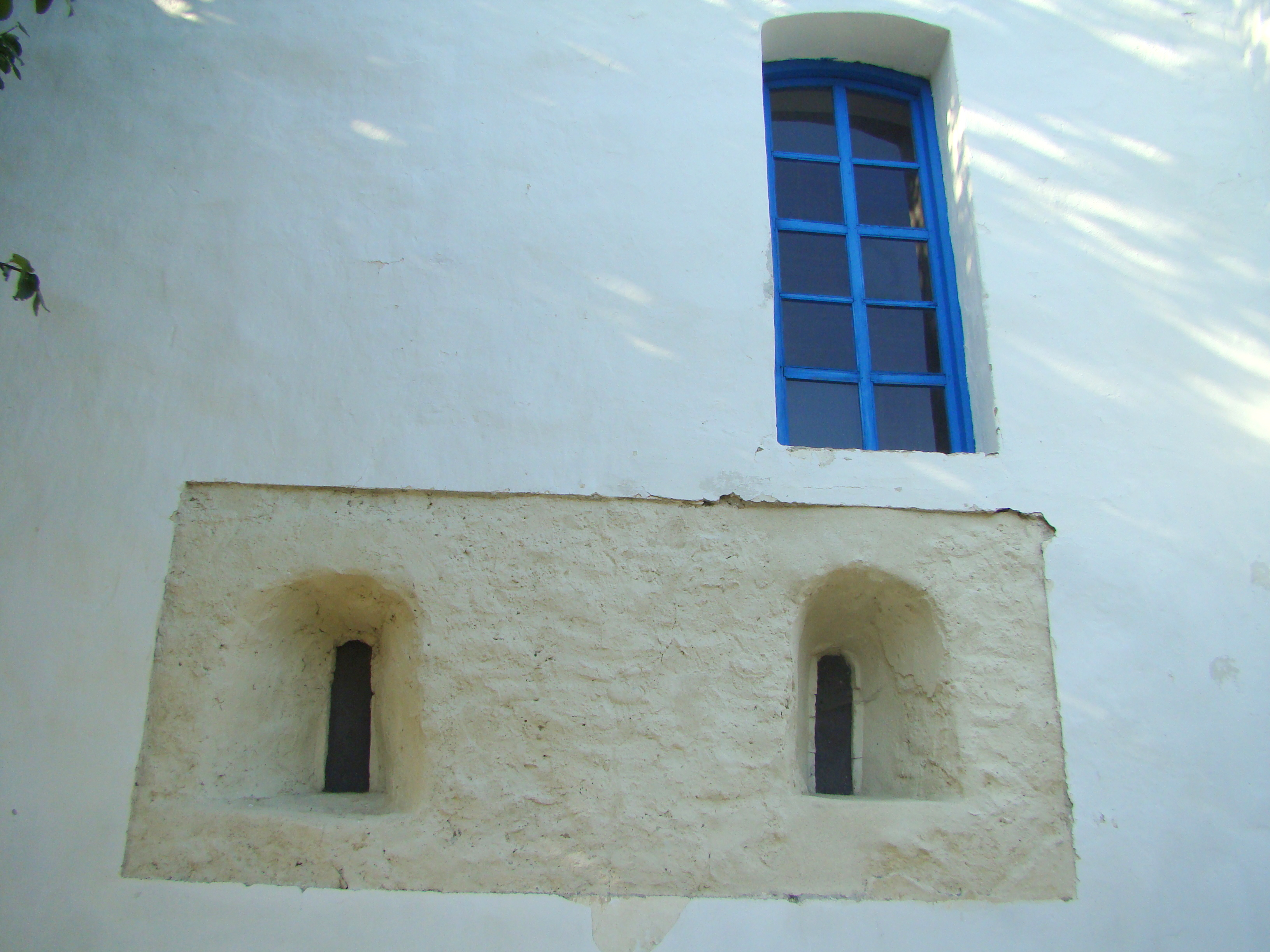
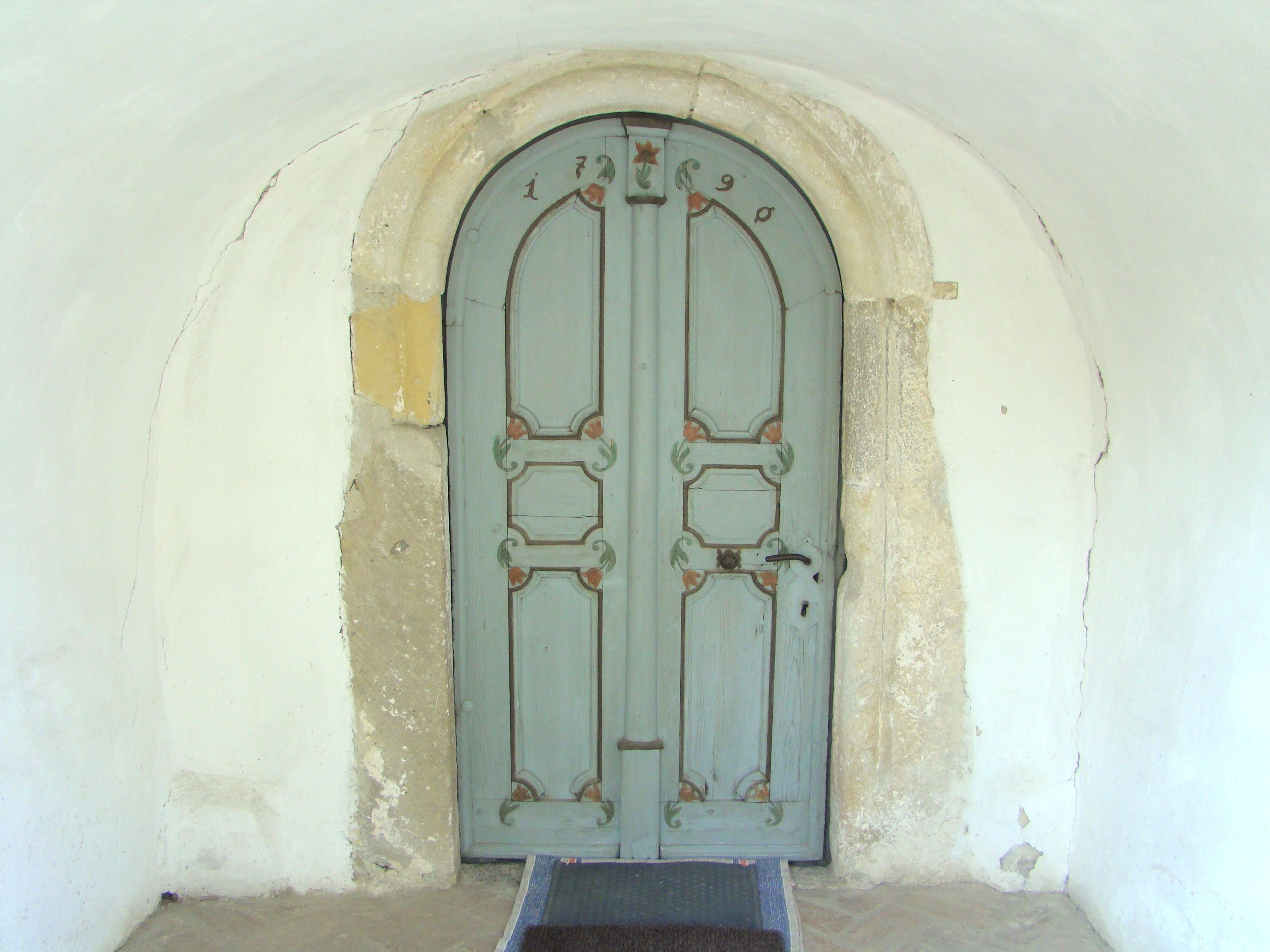
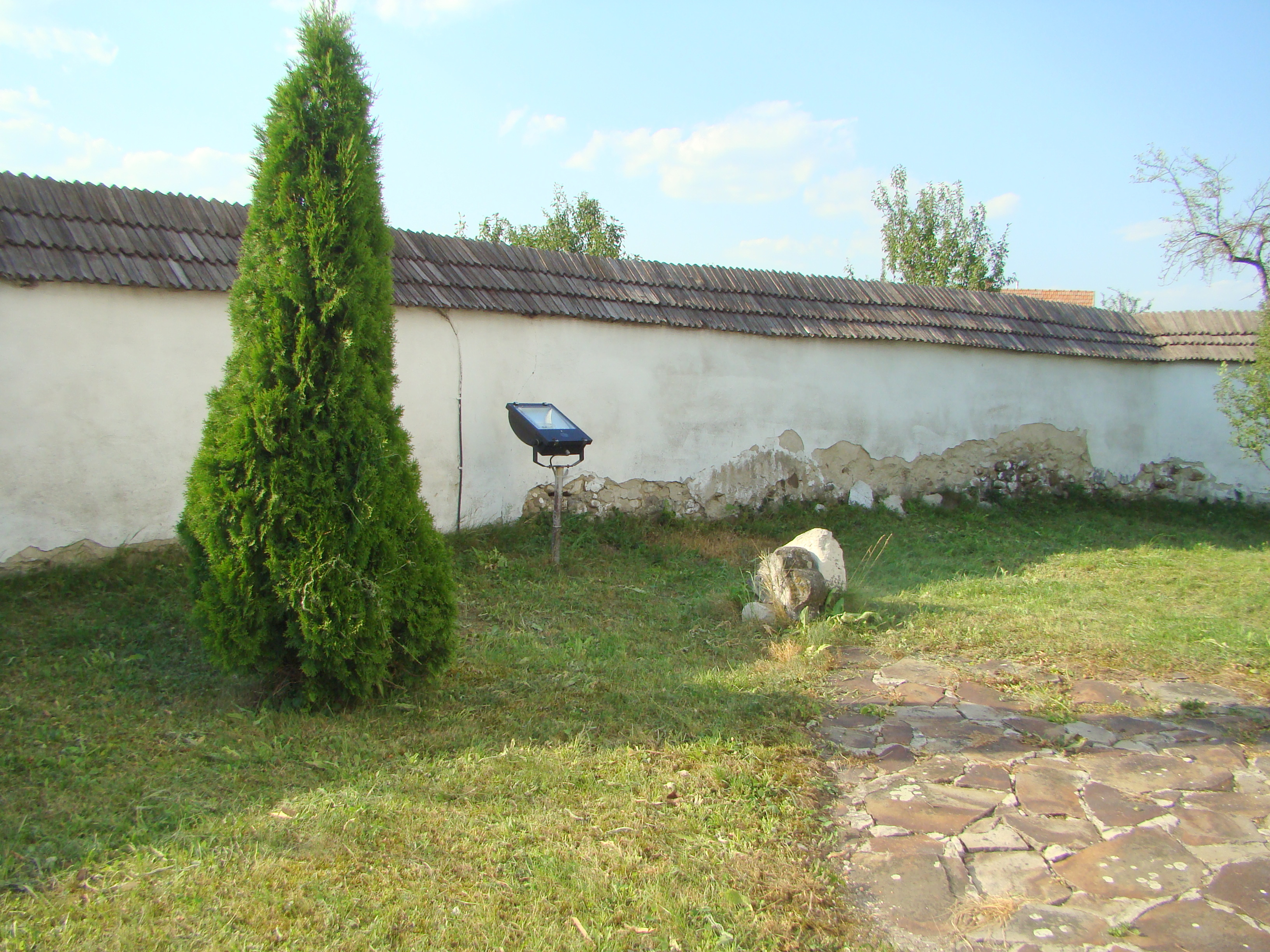
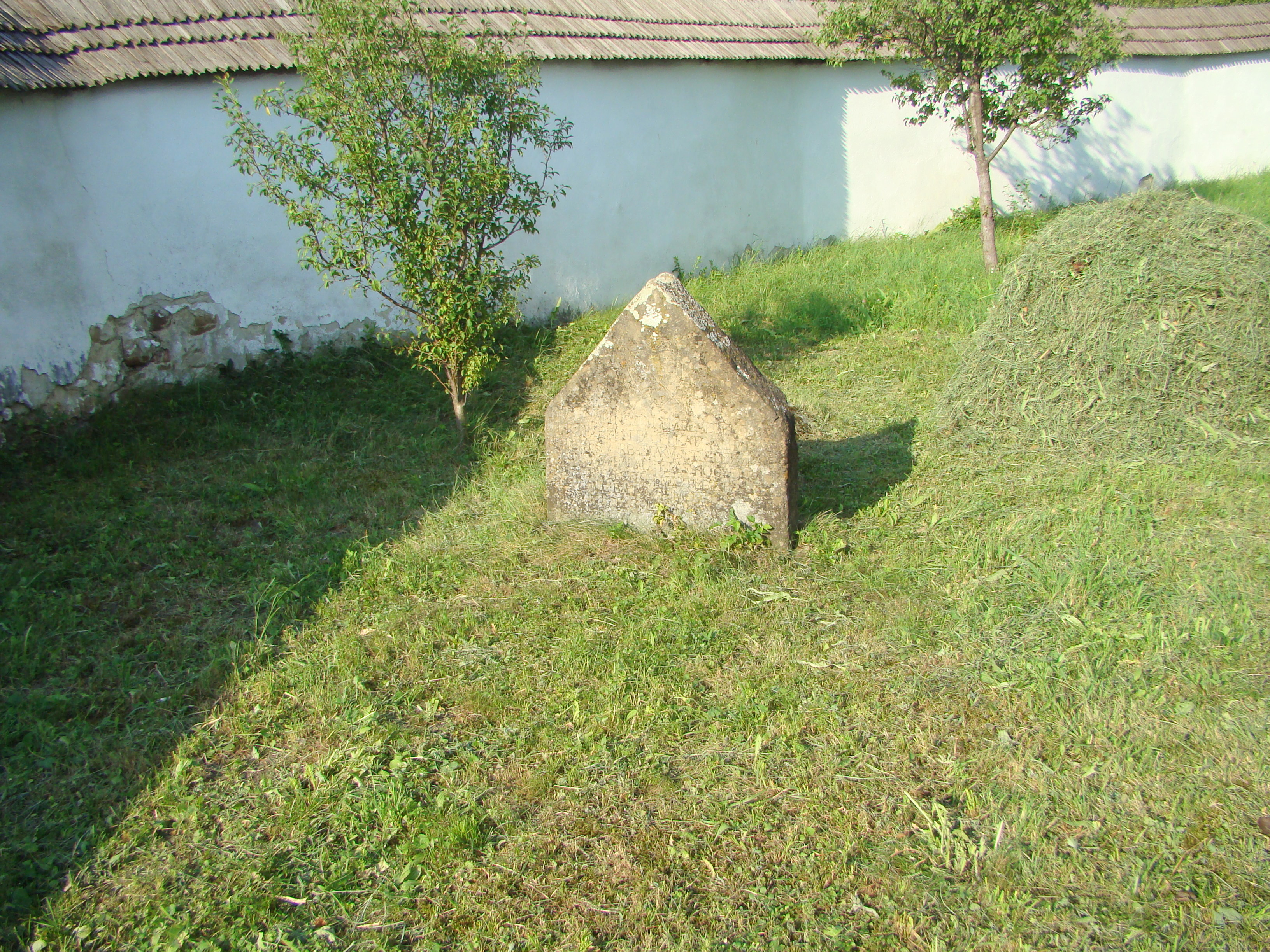
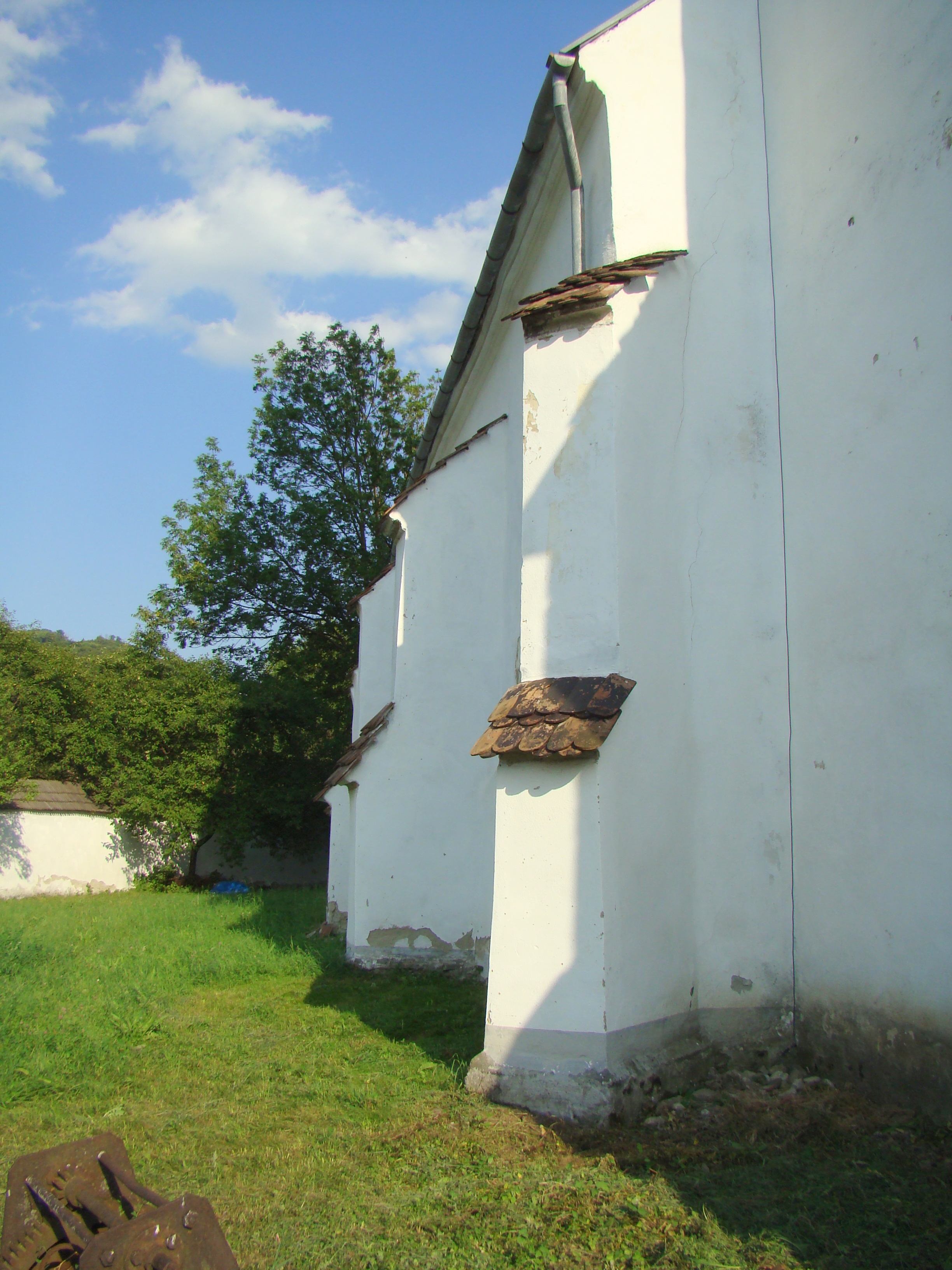
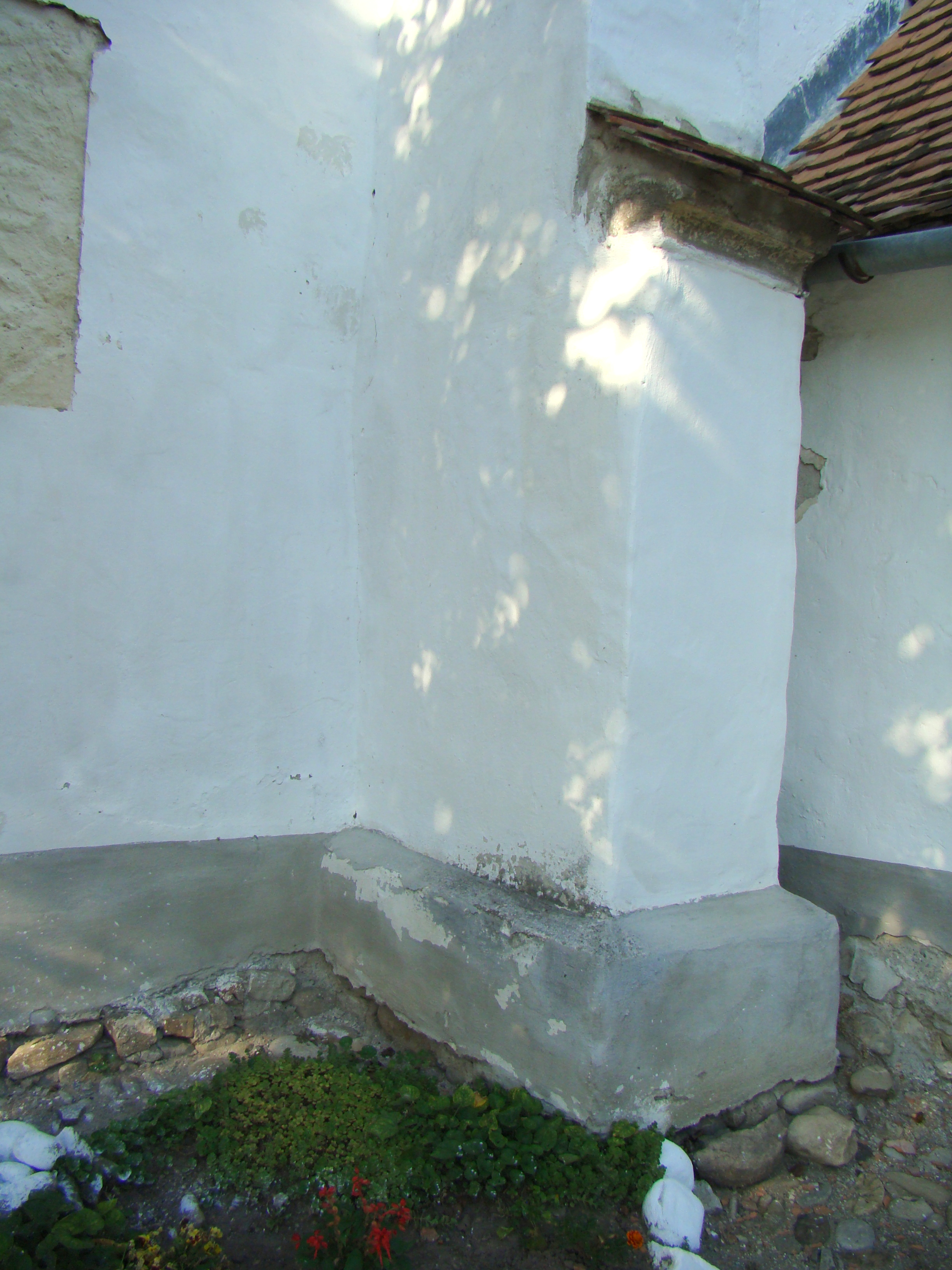
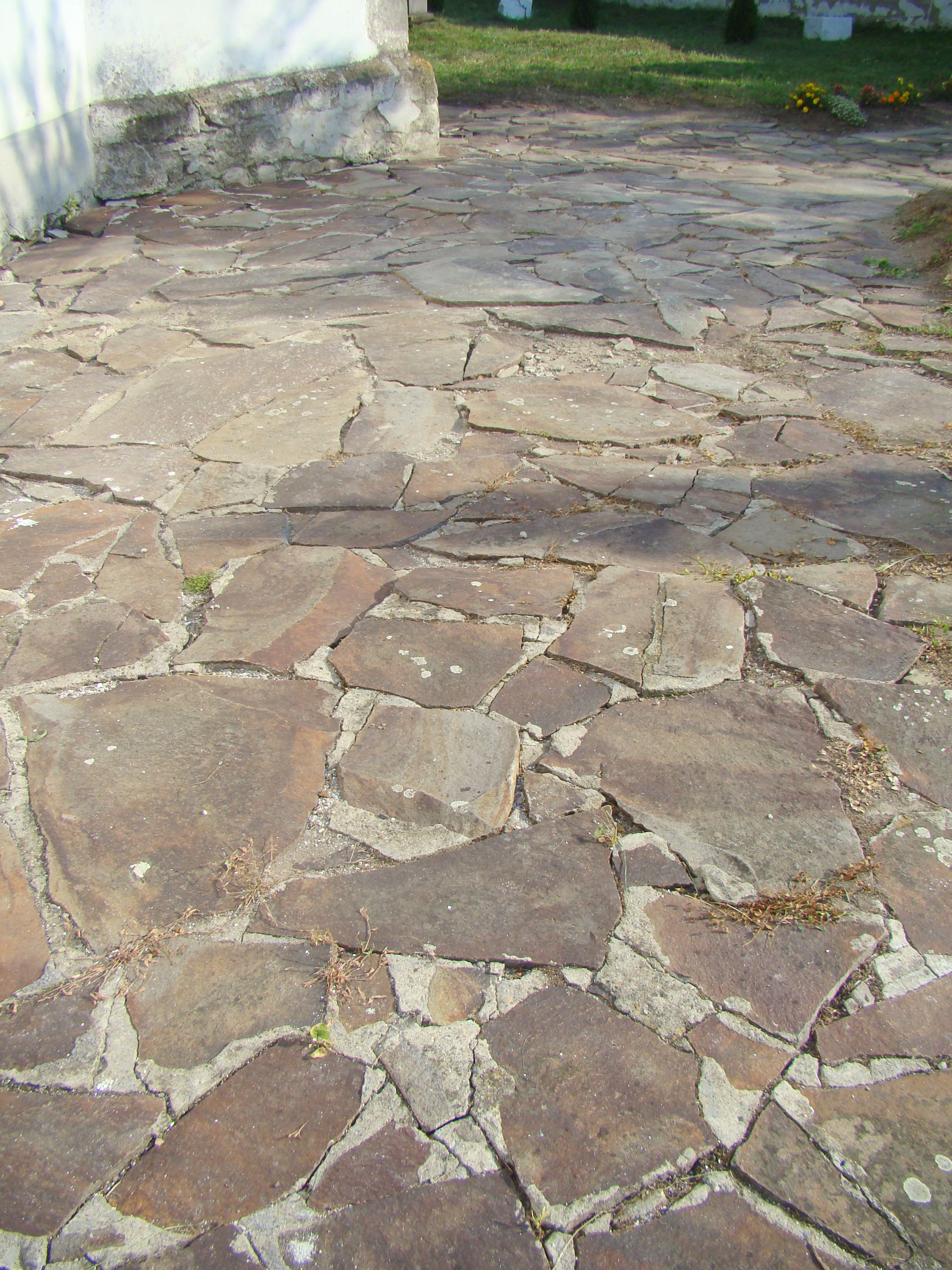
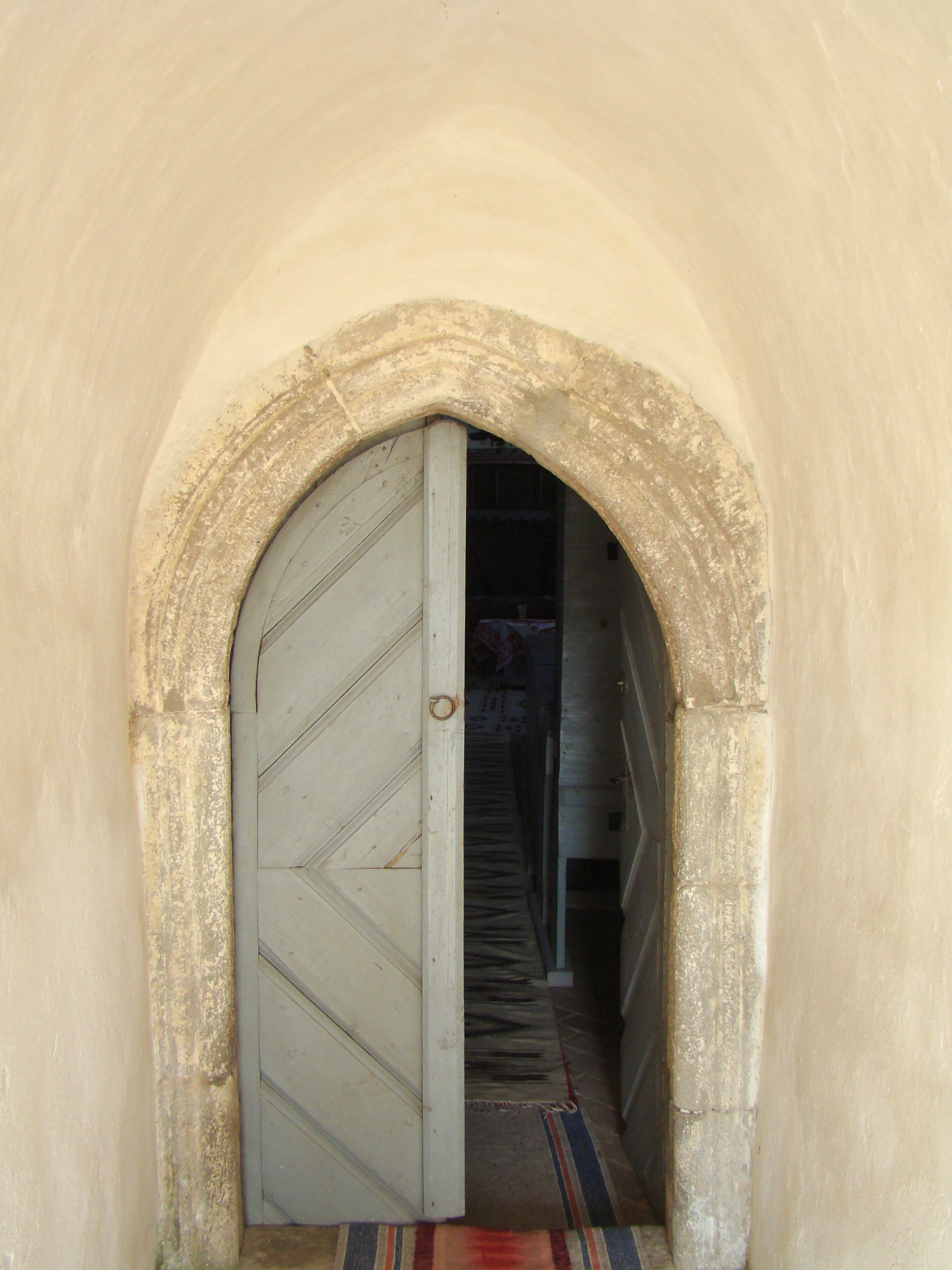
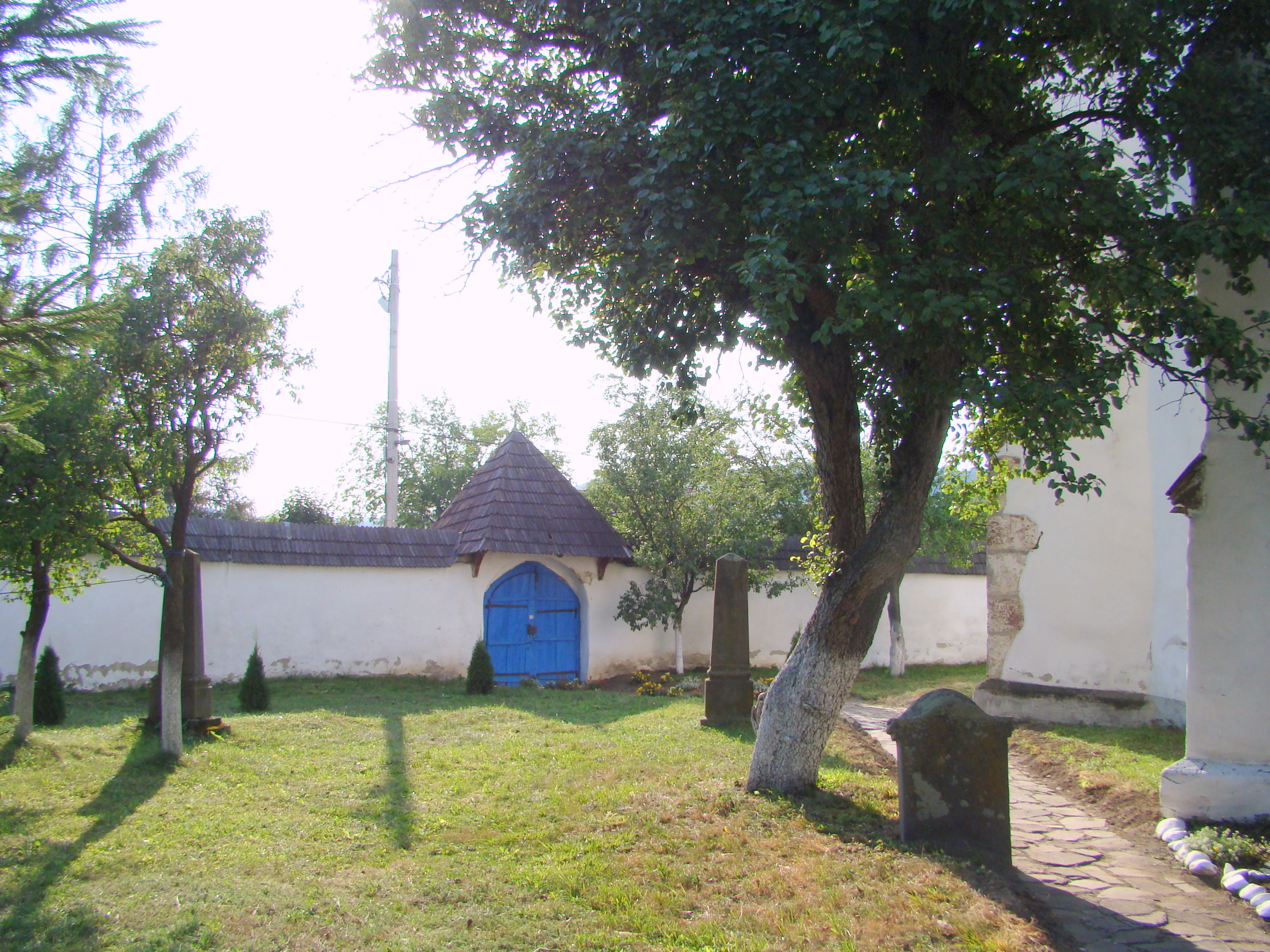
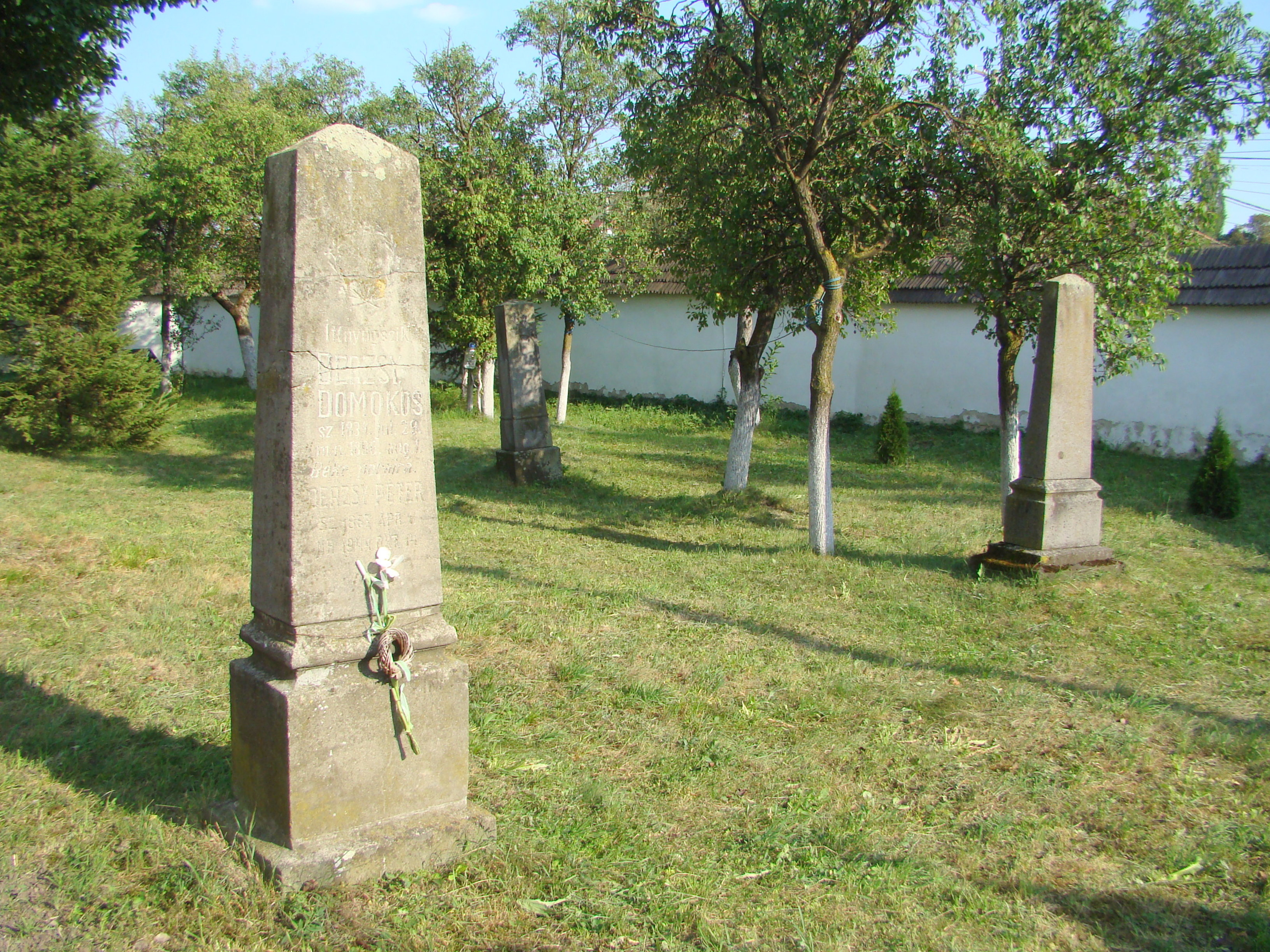
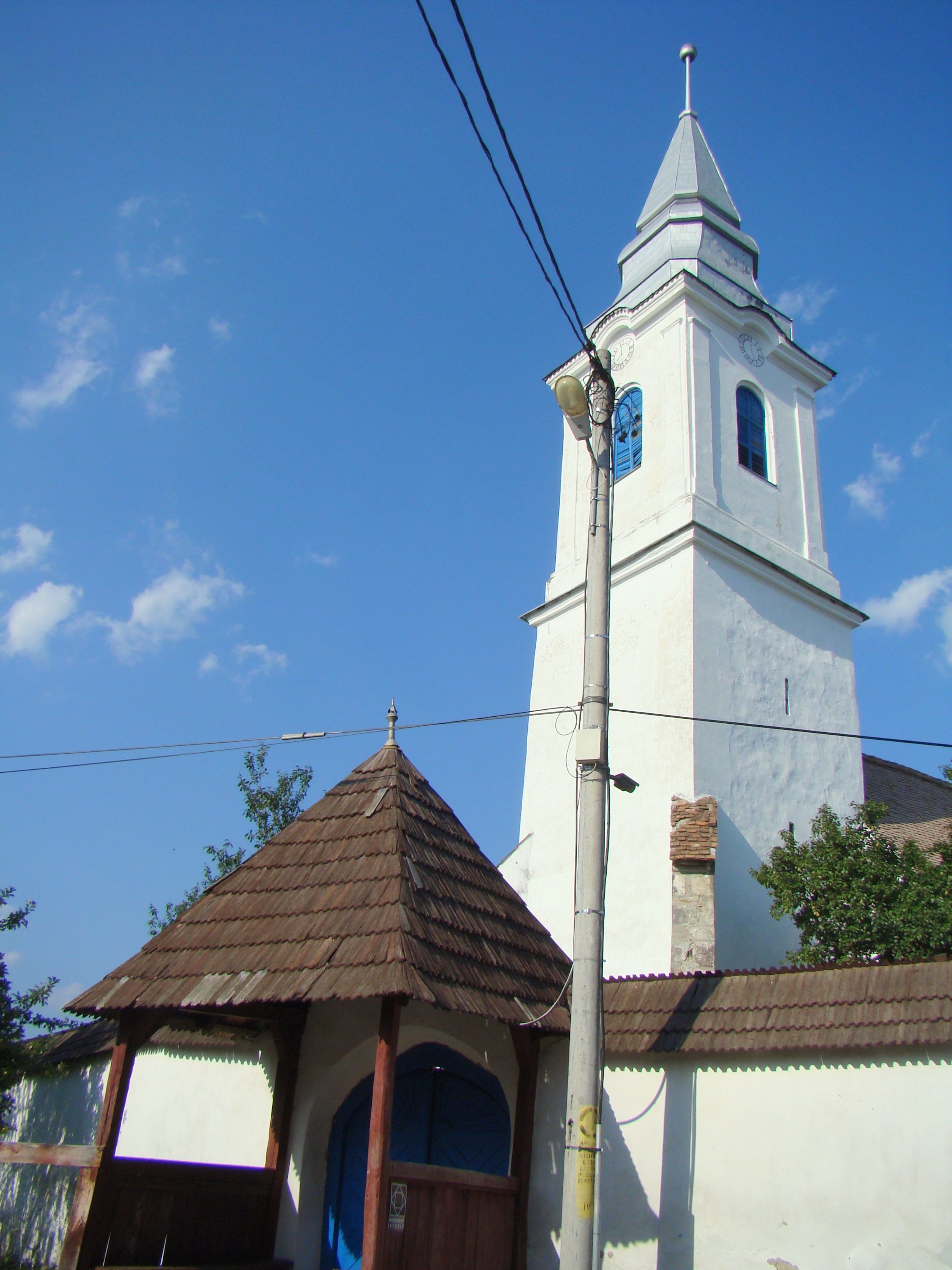
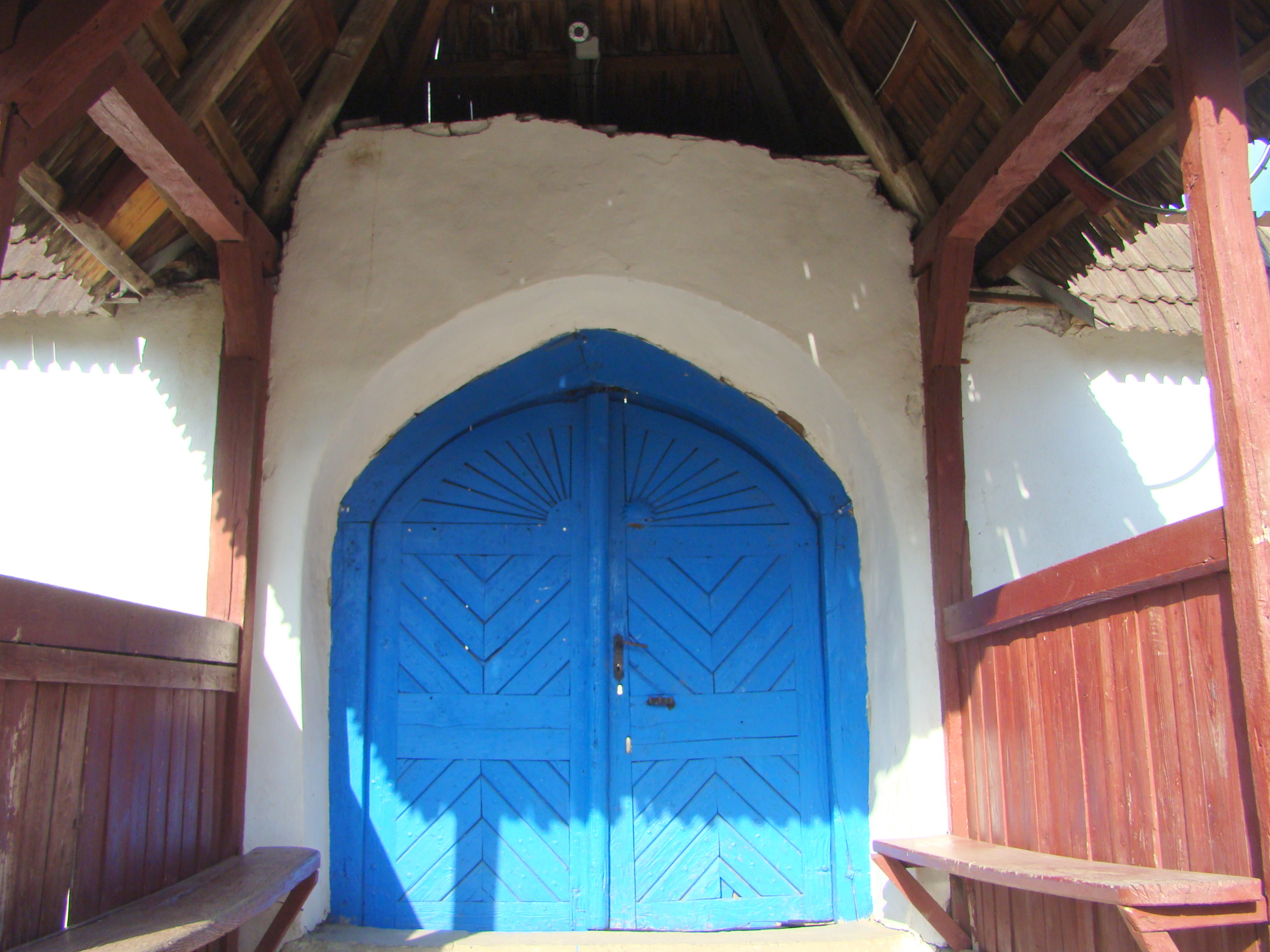
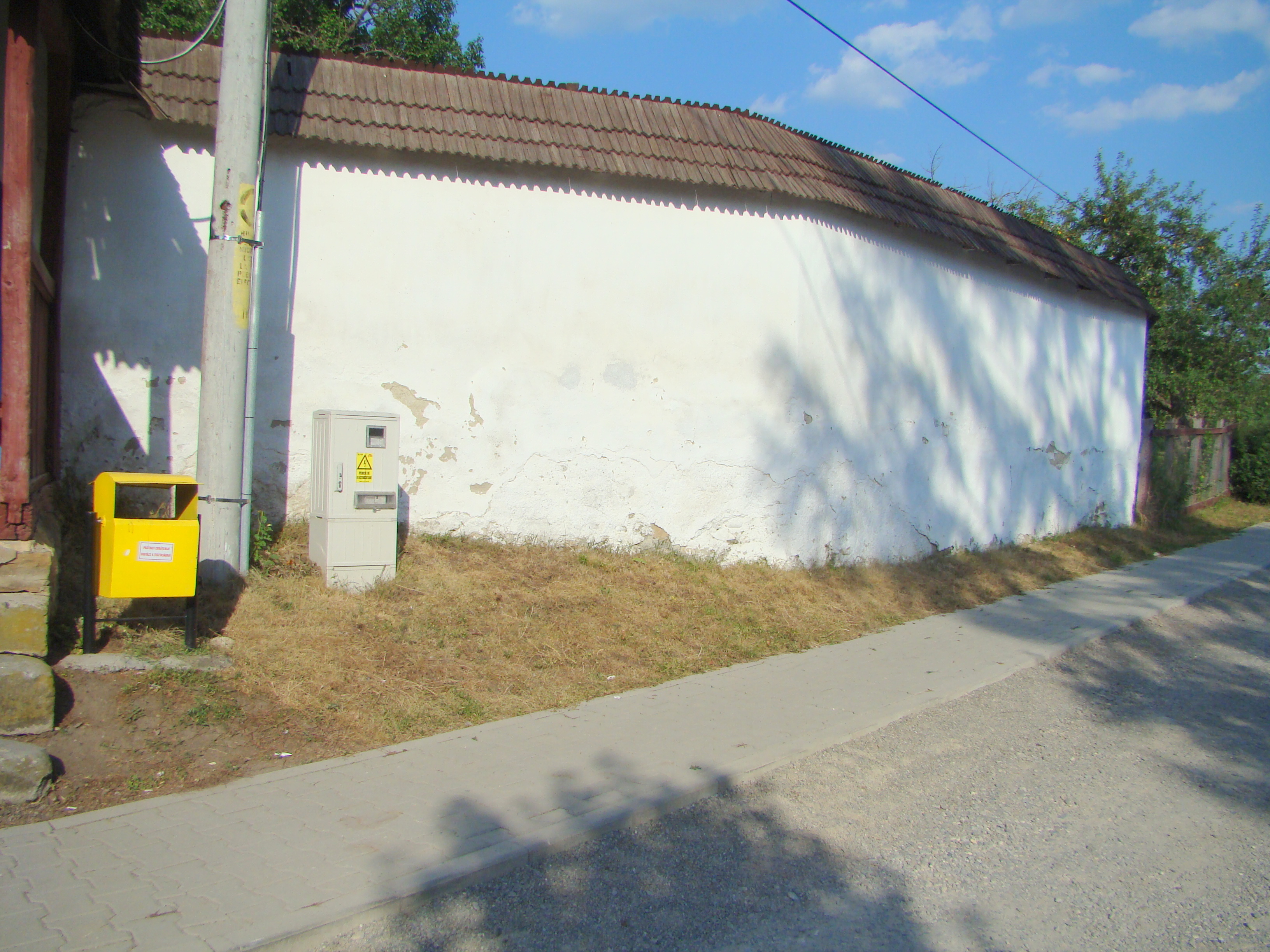

## Imagini din interior

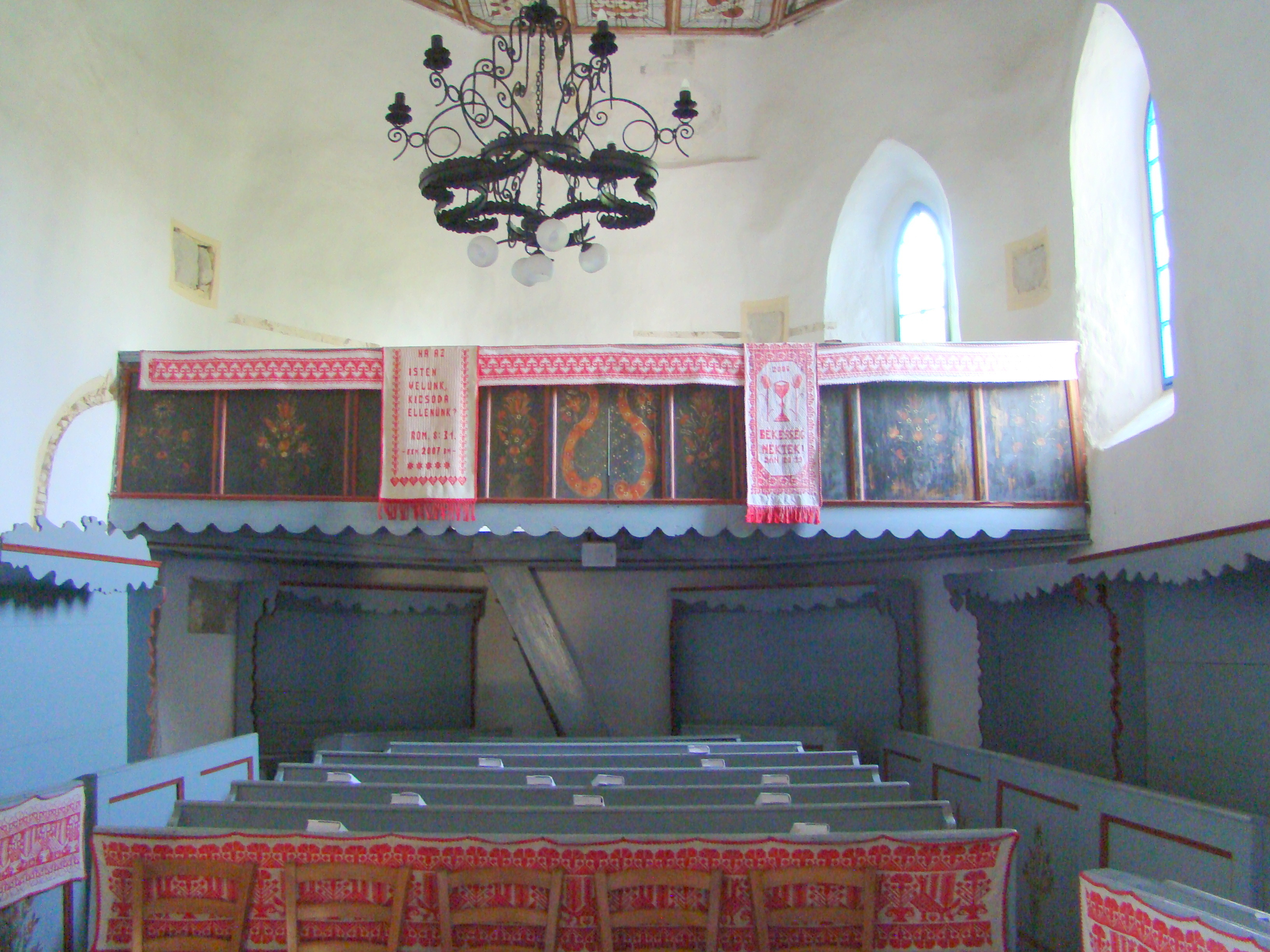
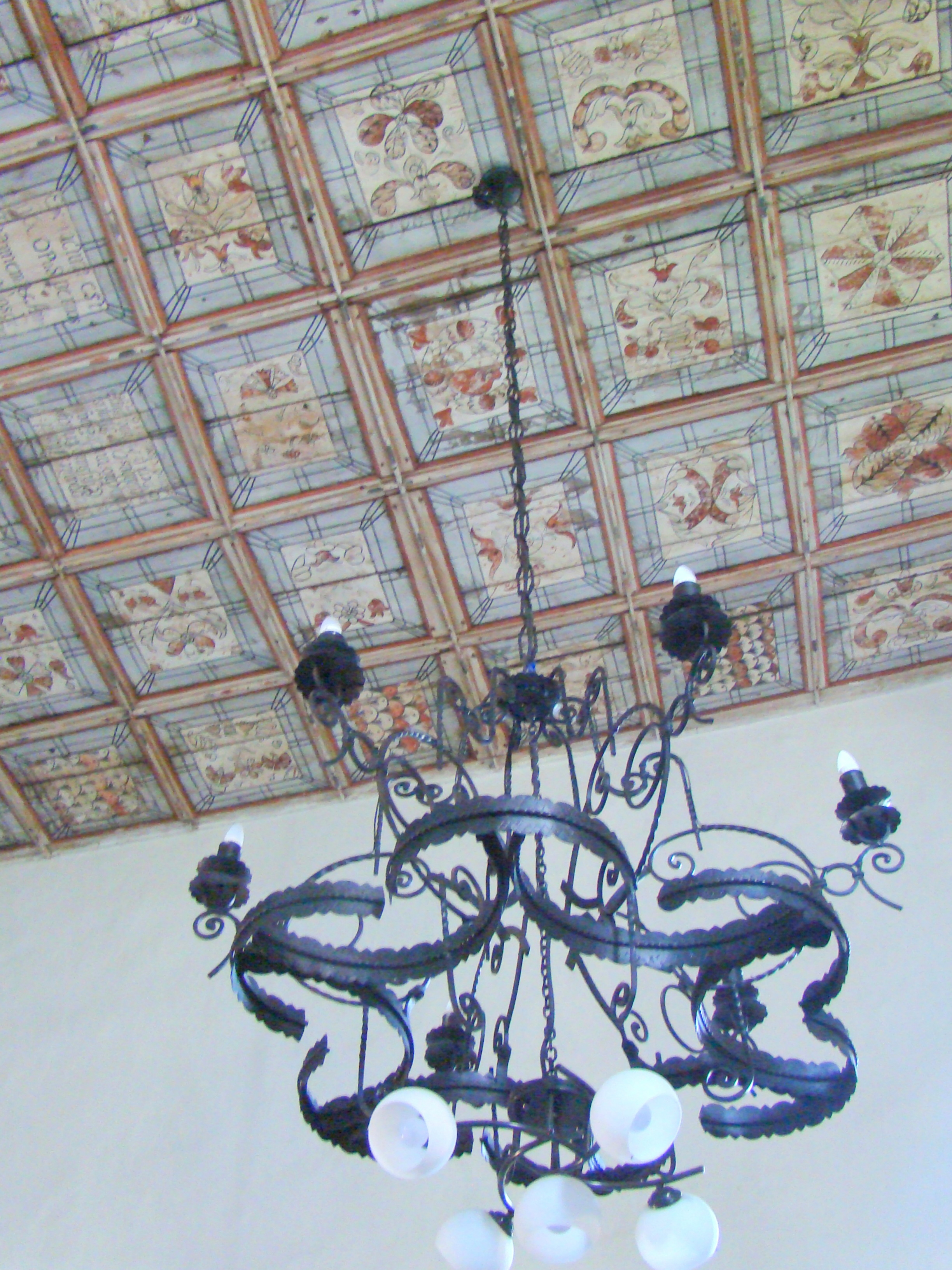
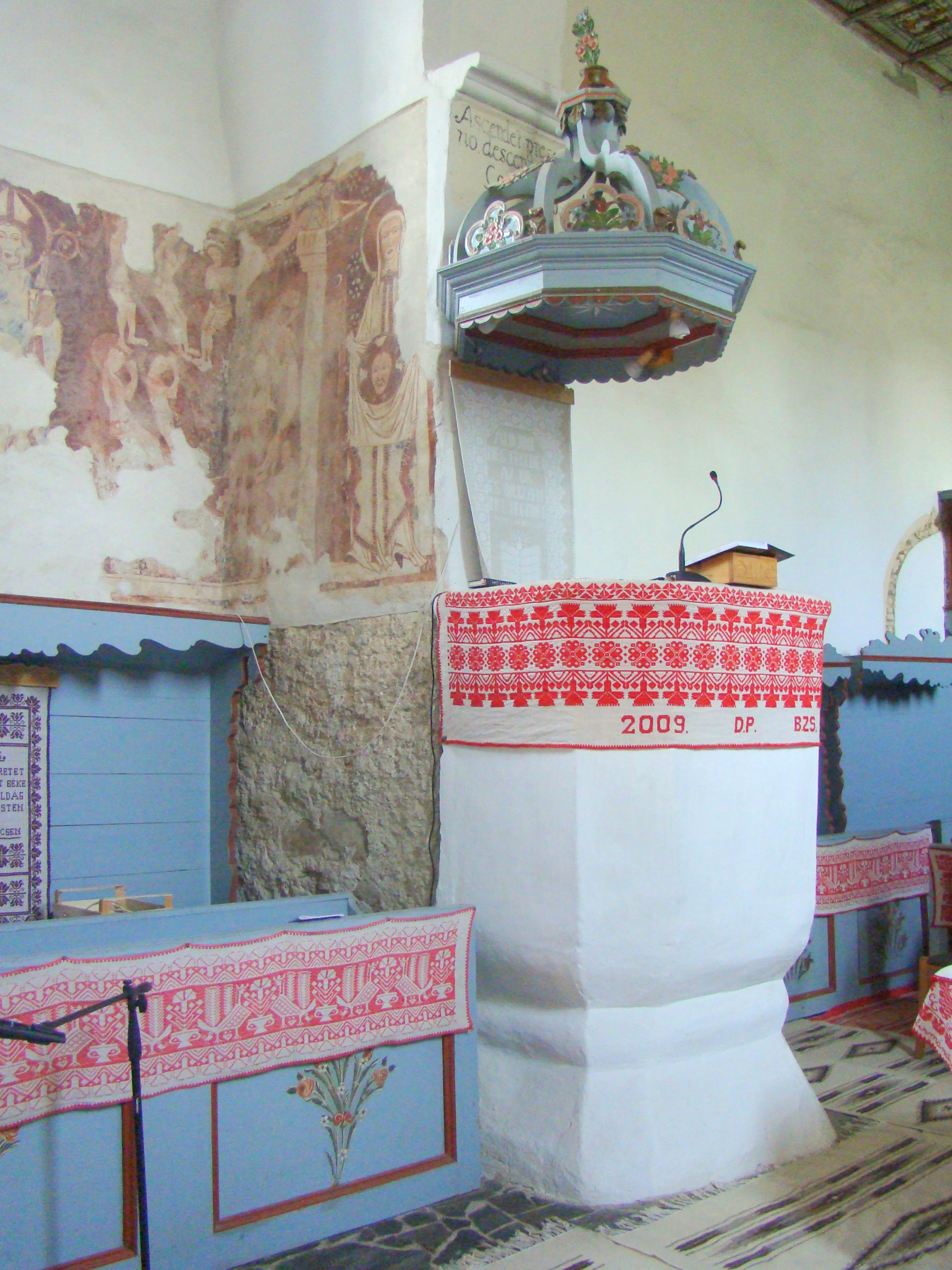
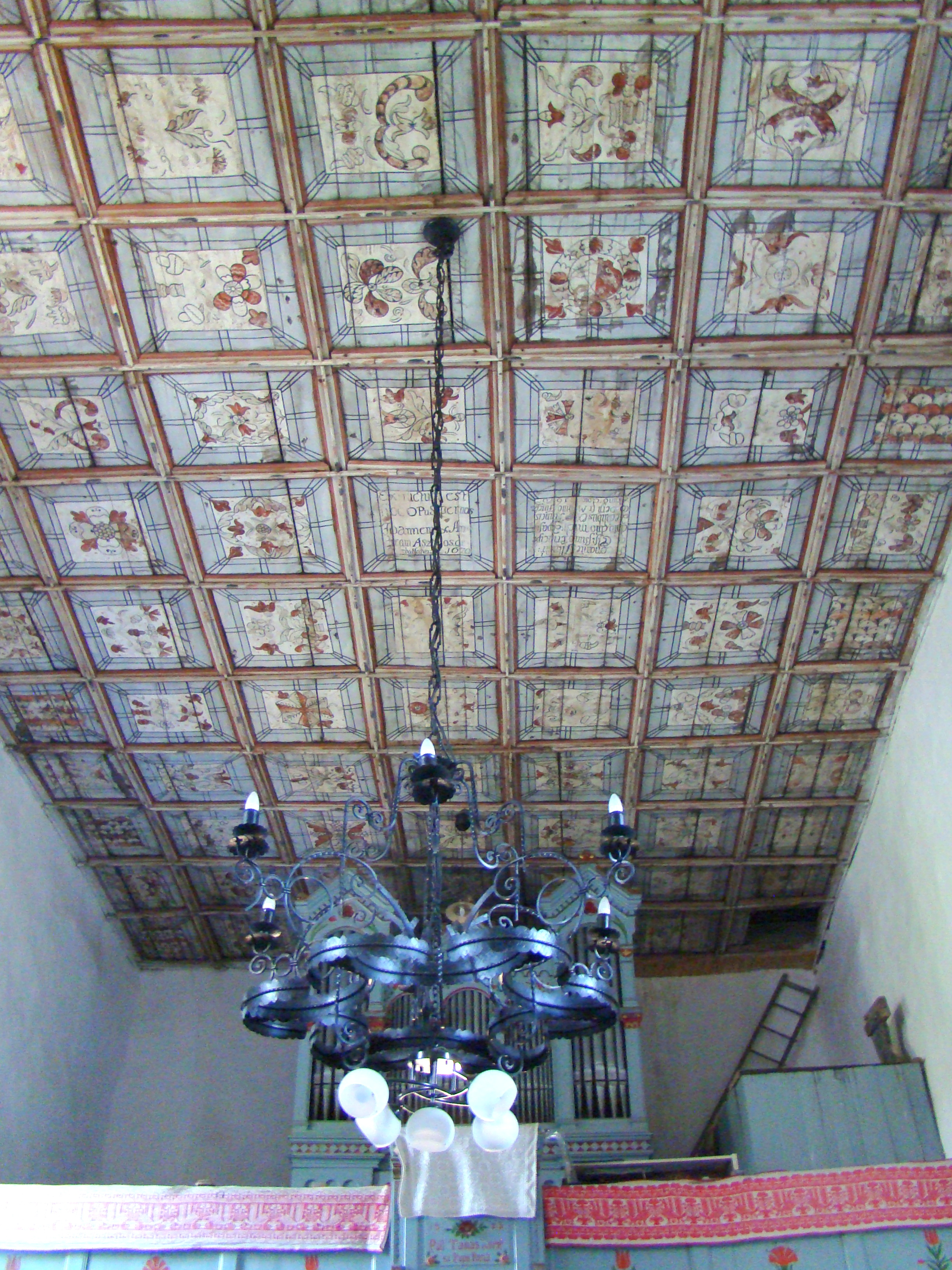
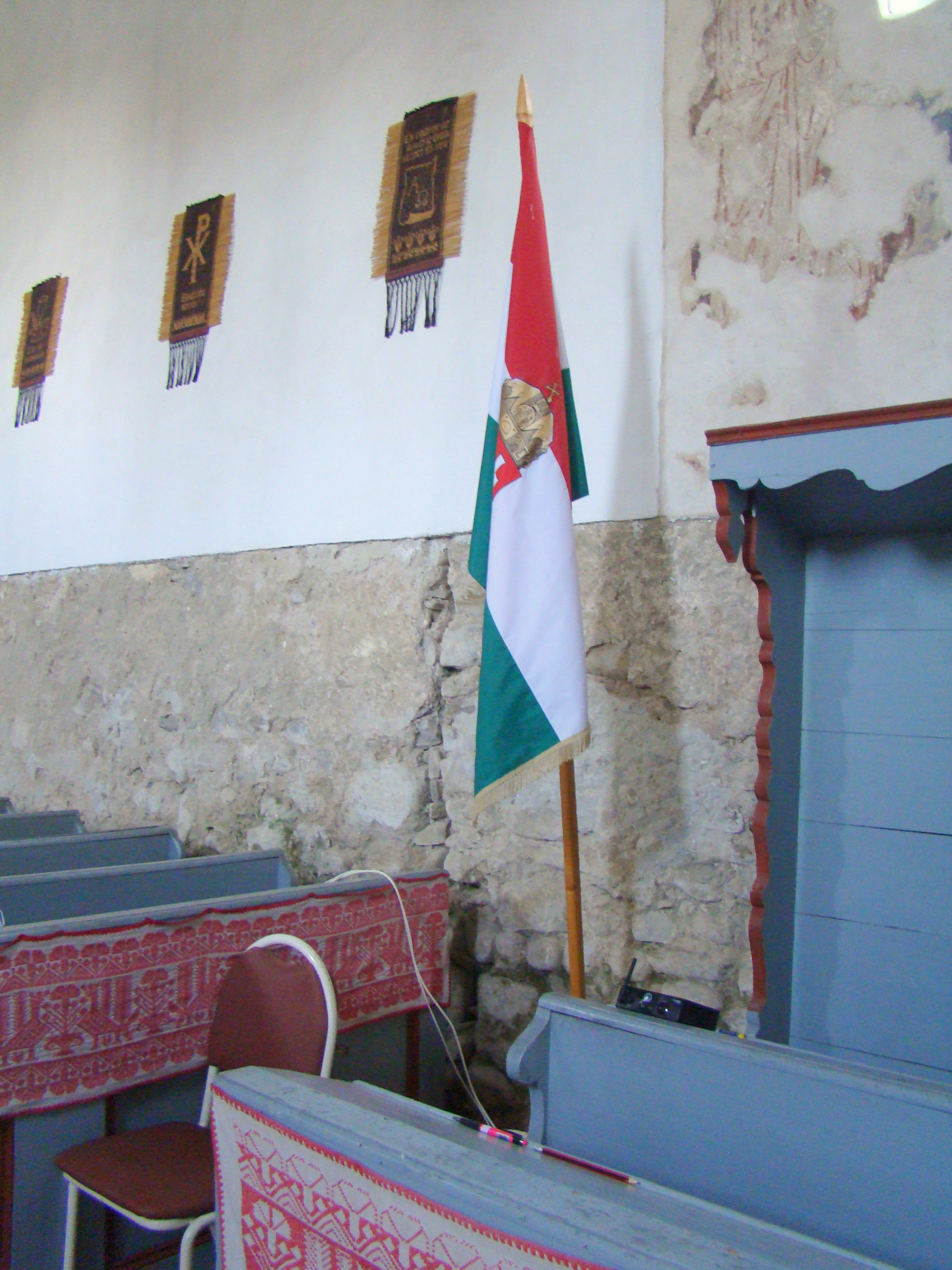
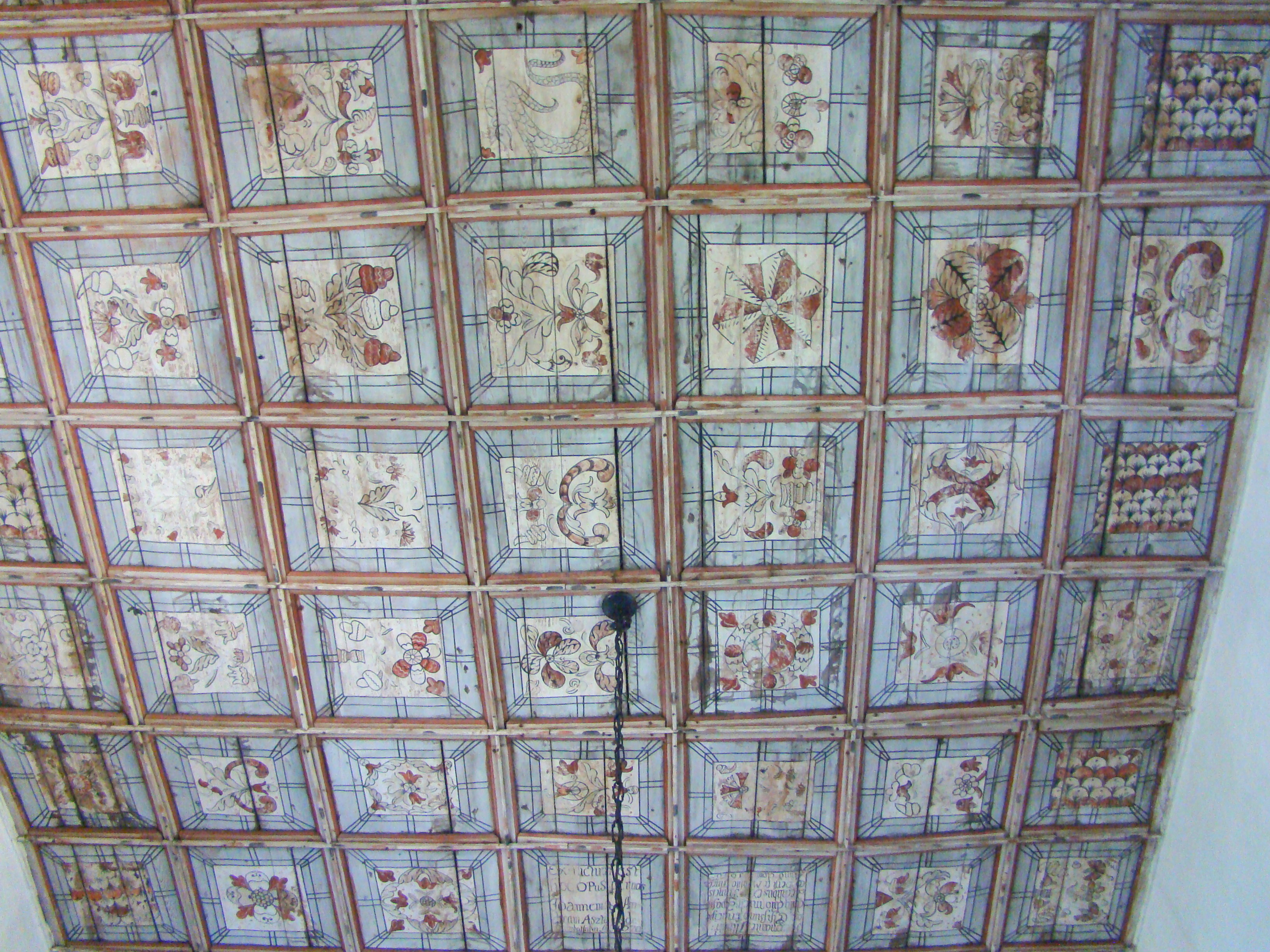
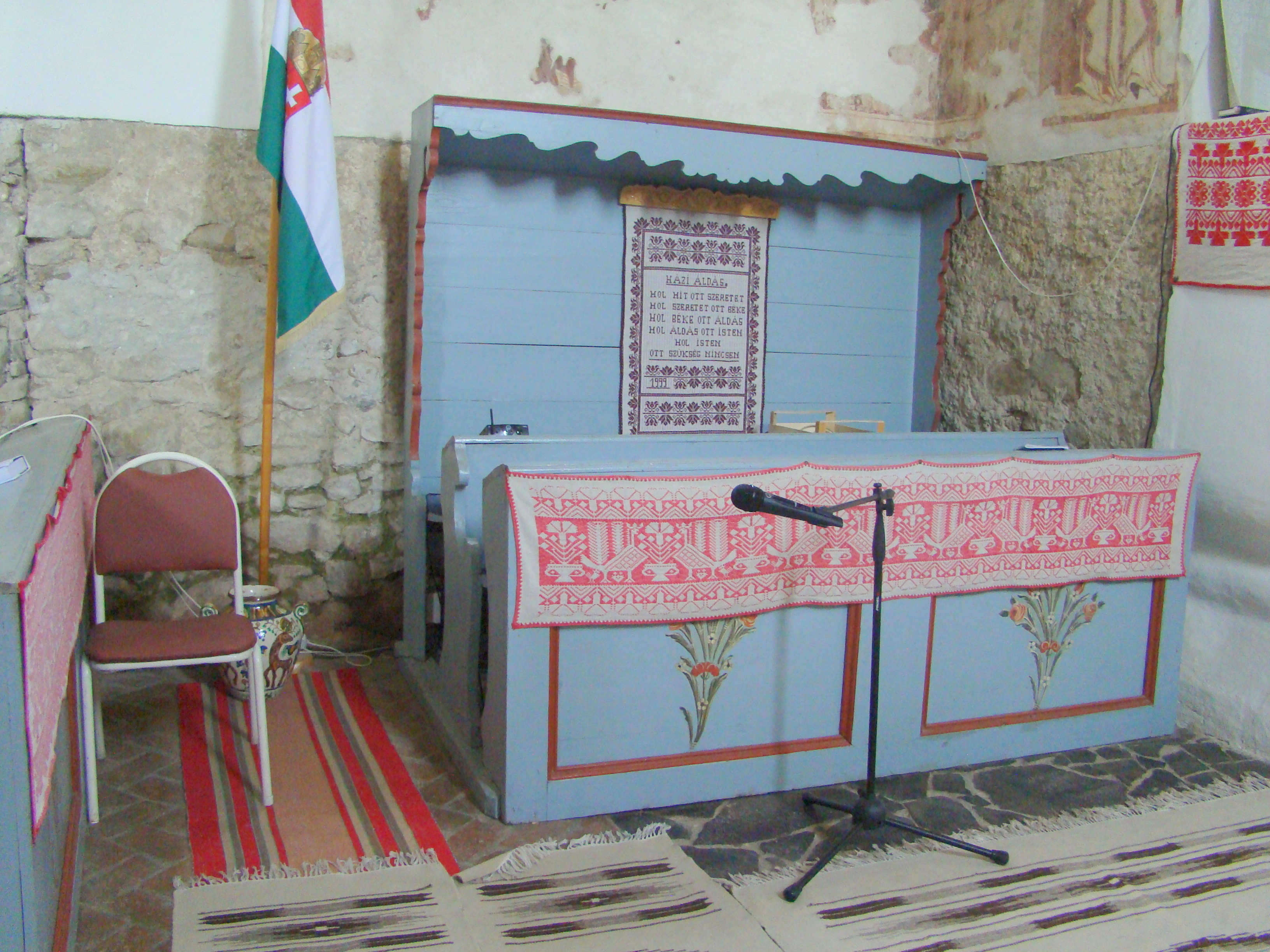
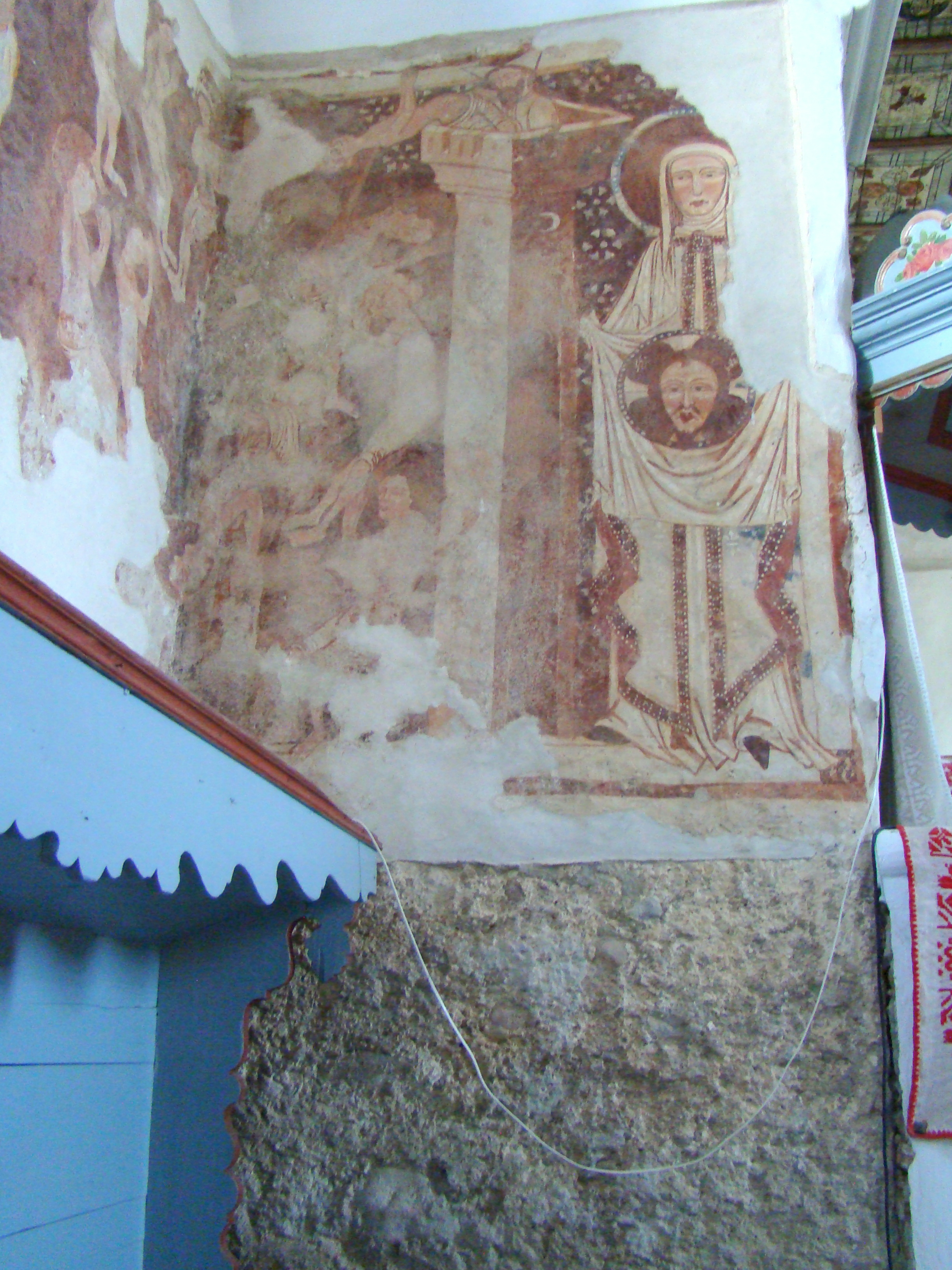
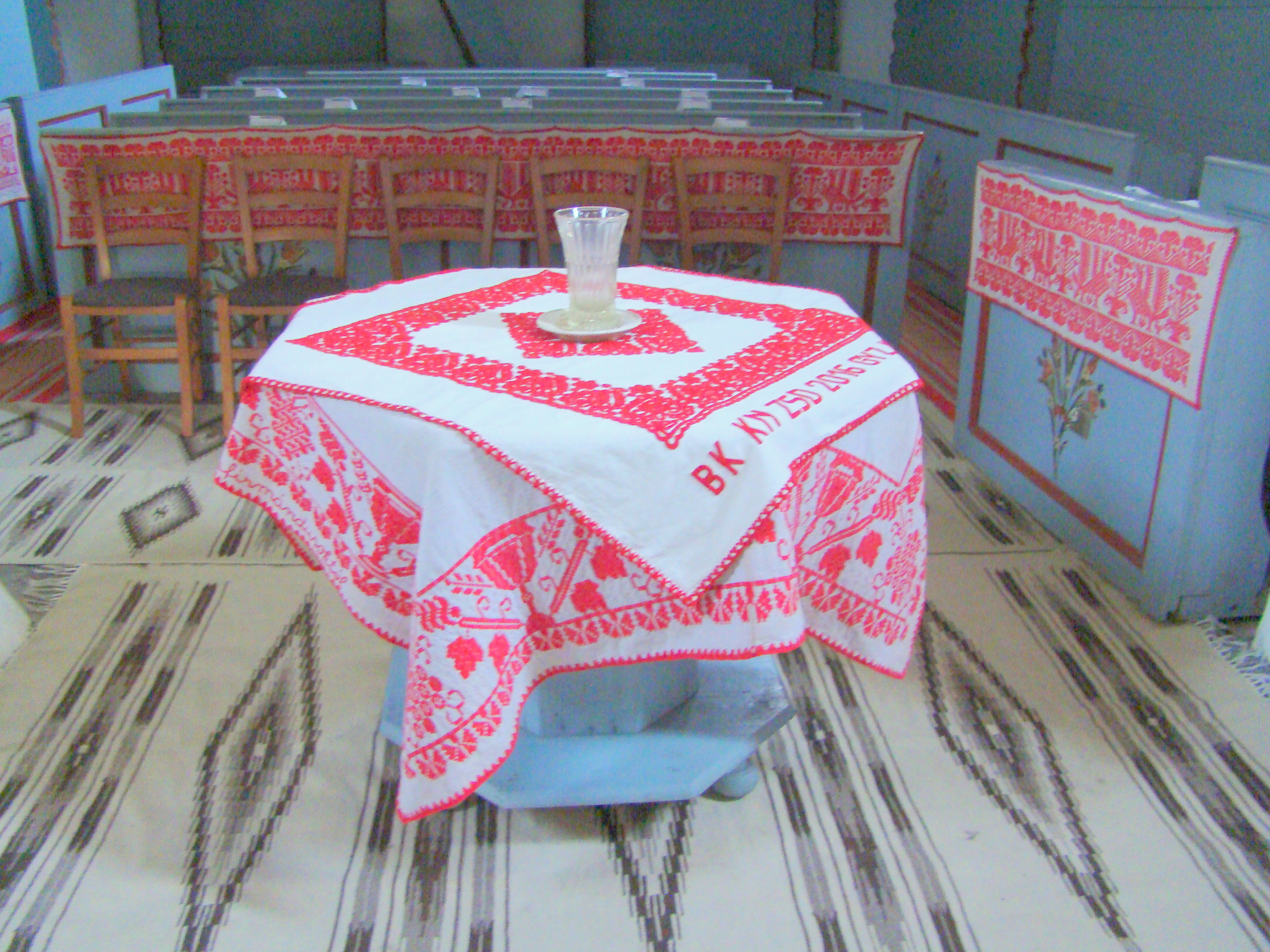
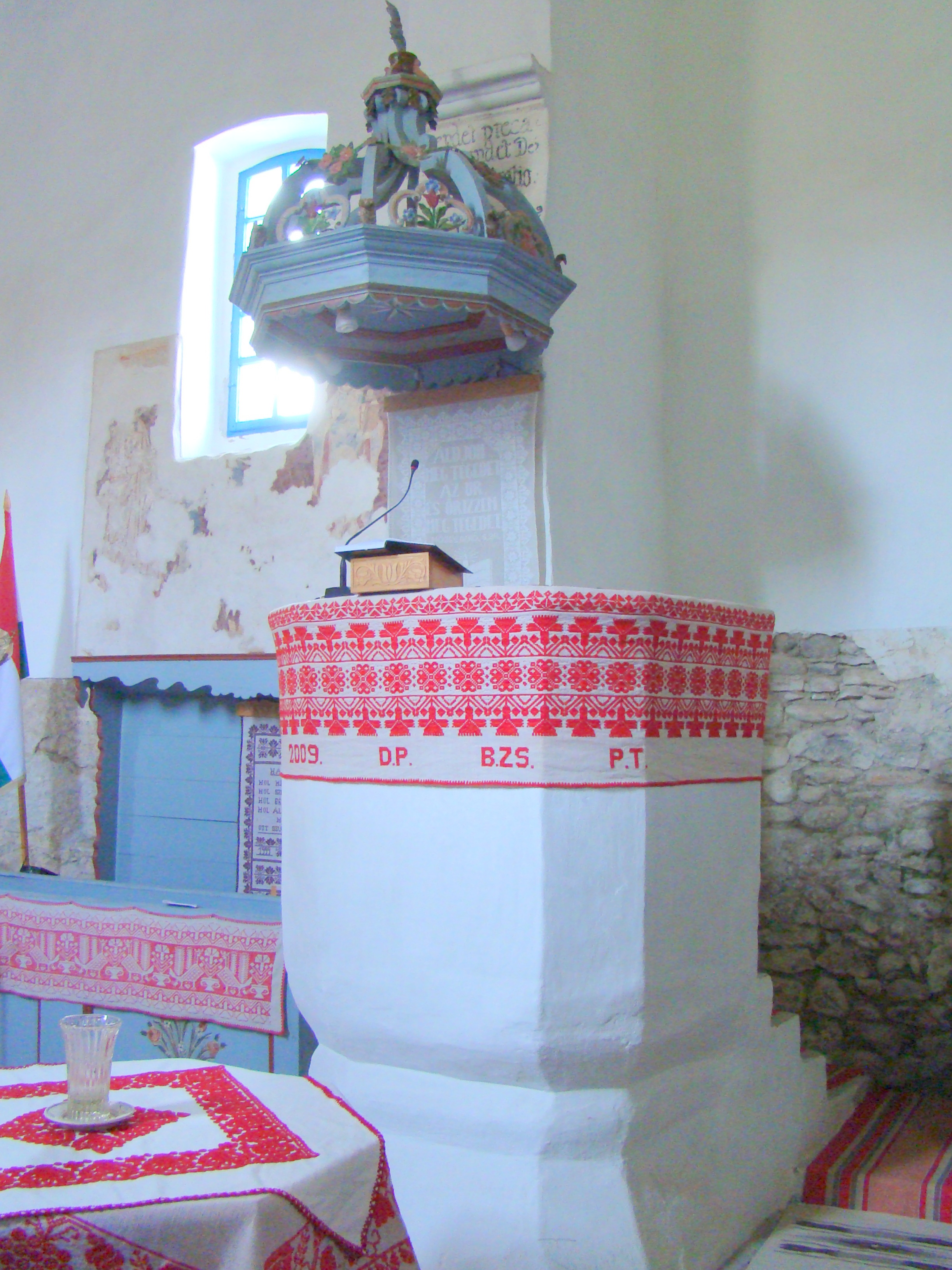
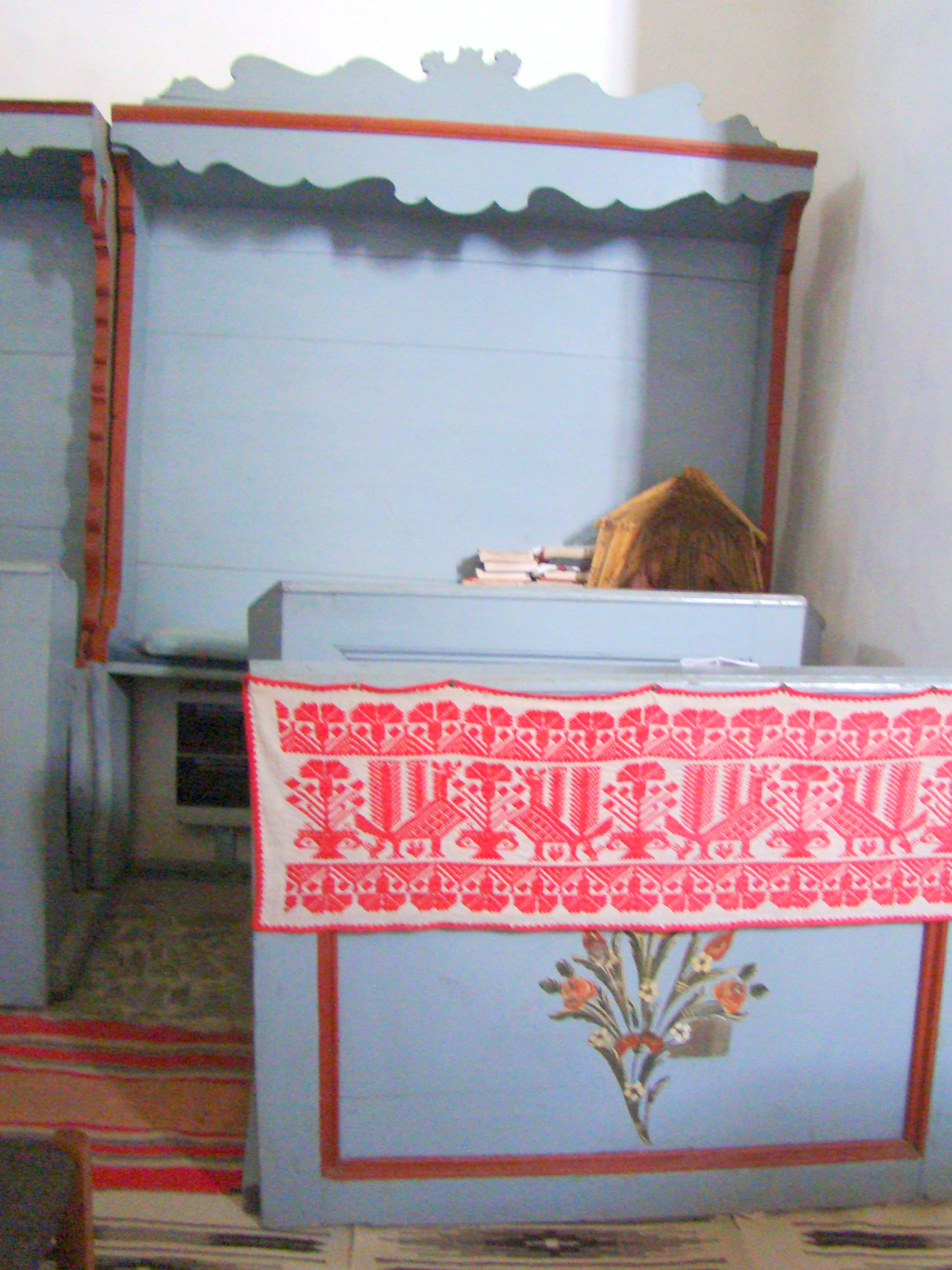
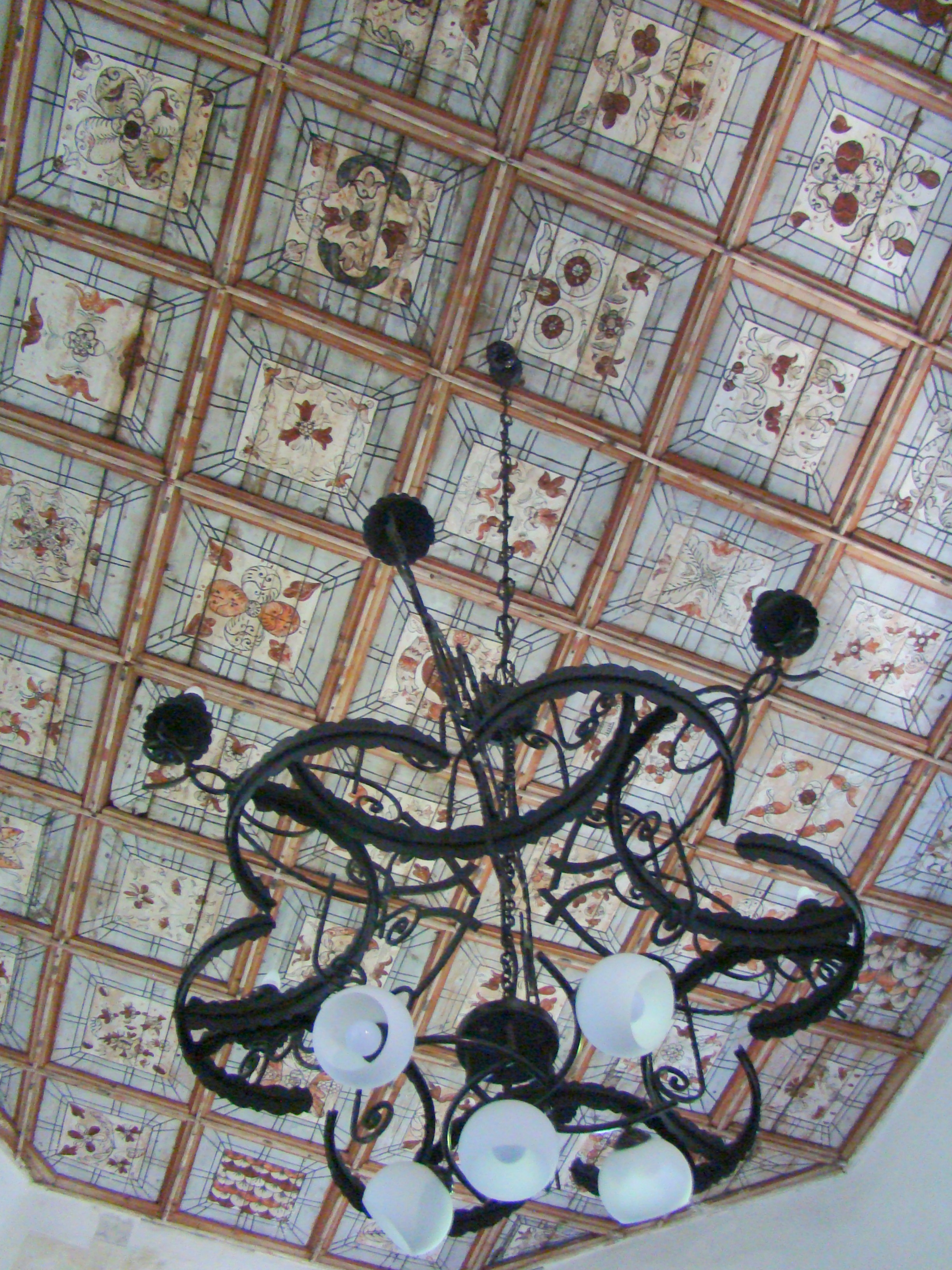
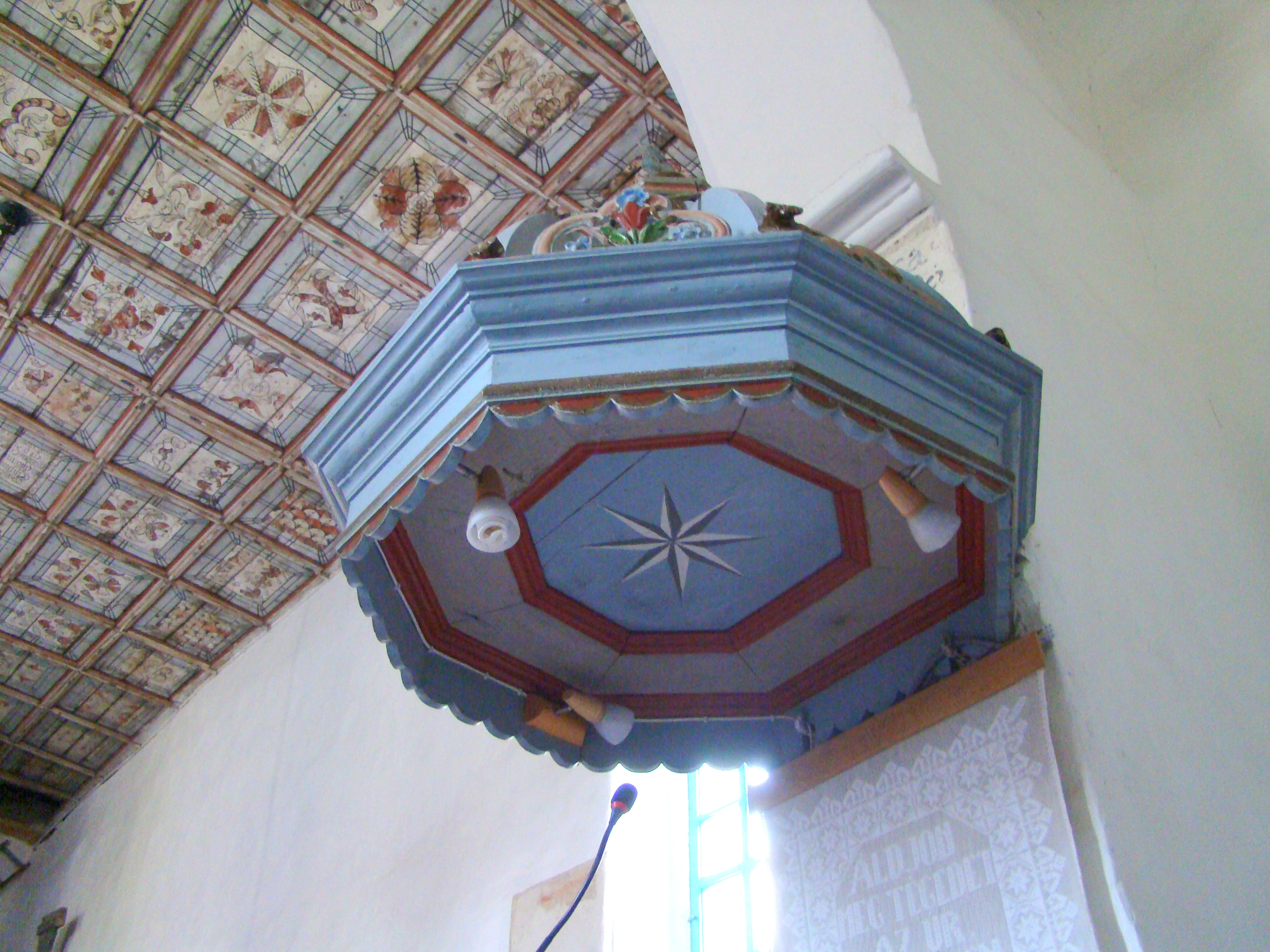
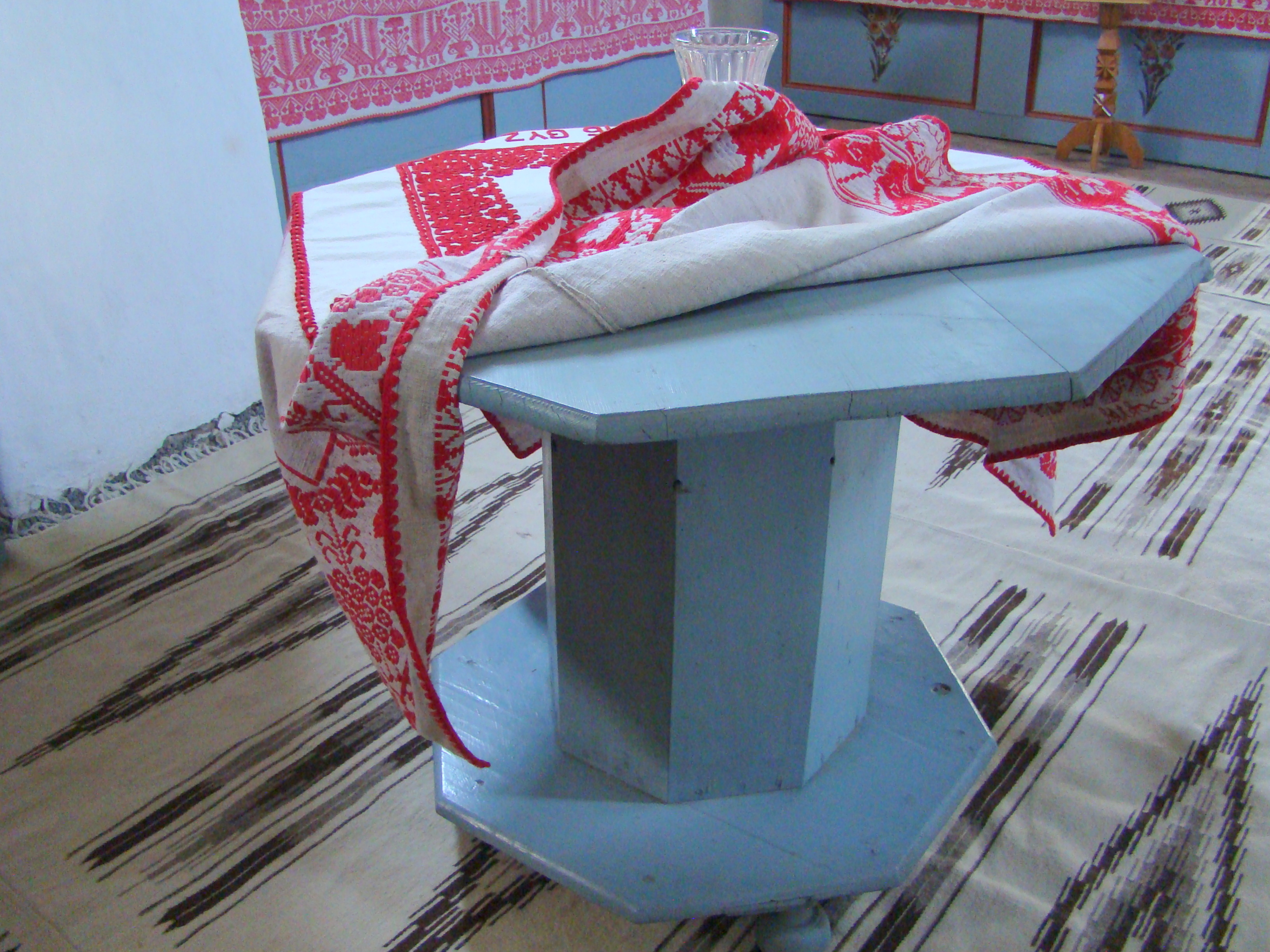
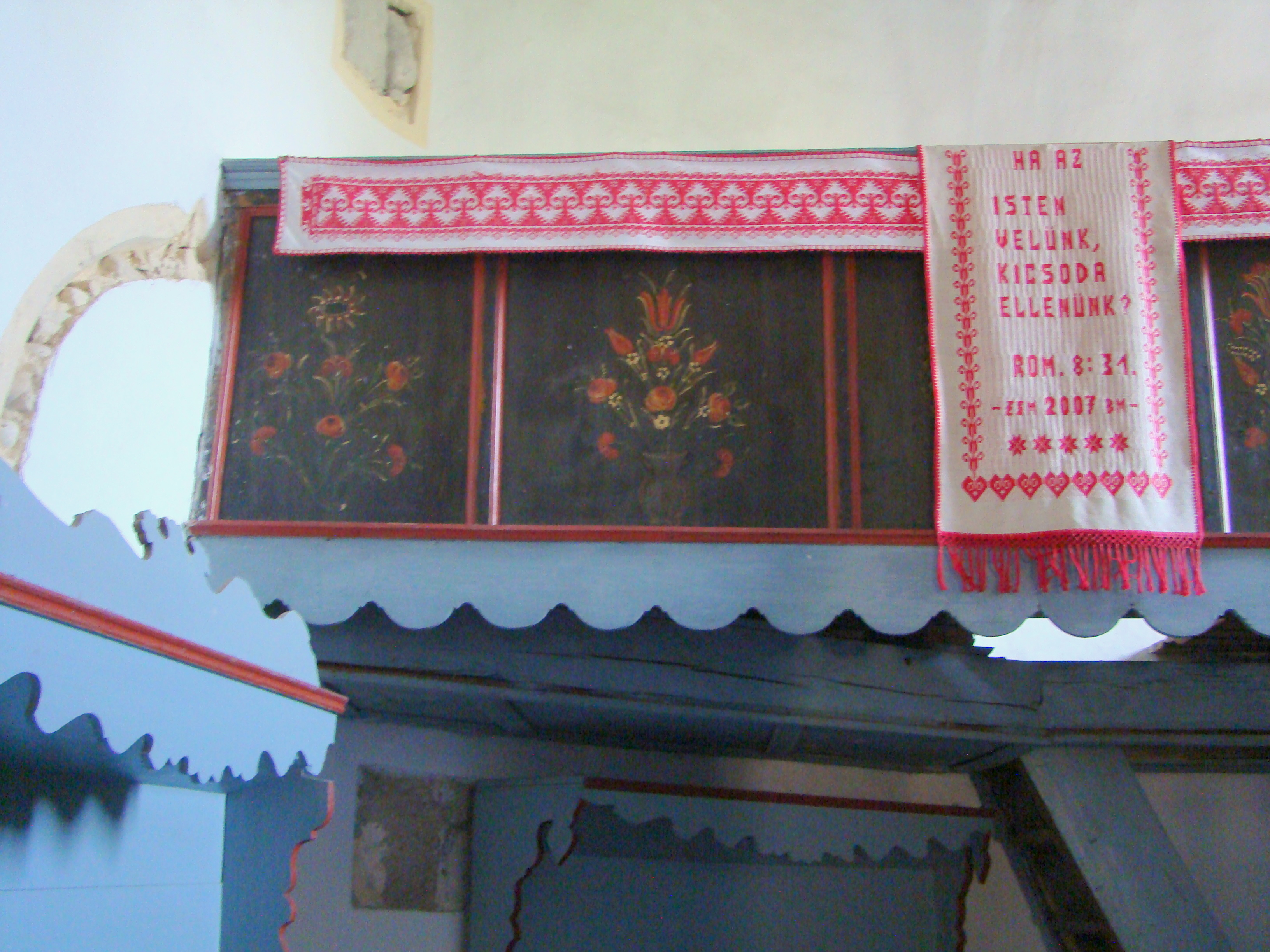
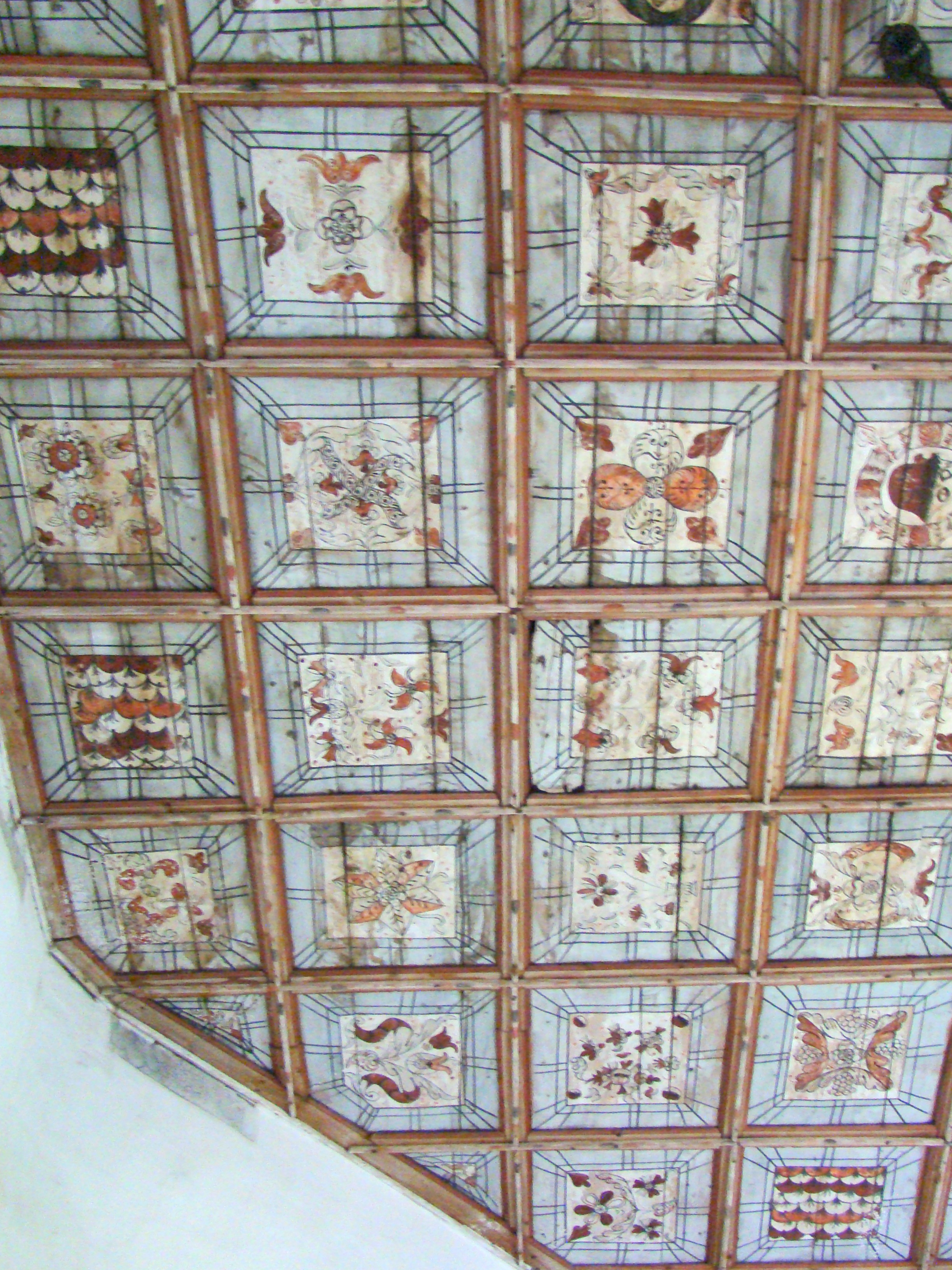
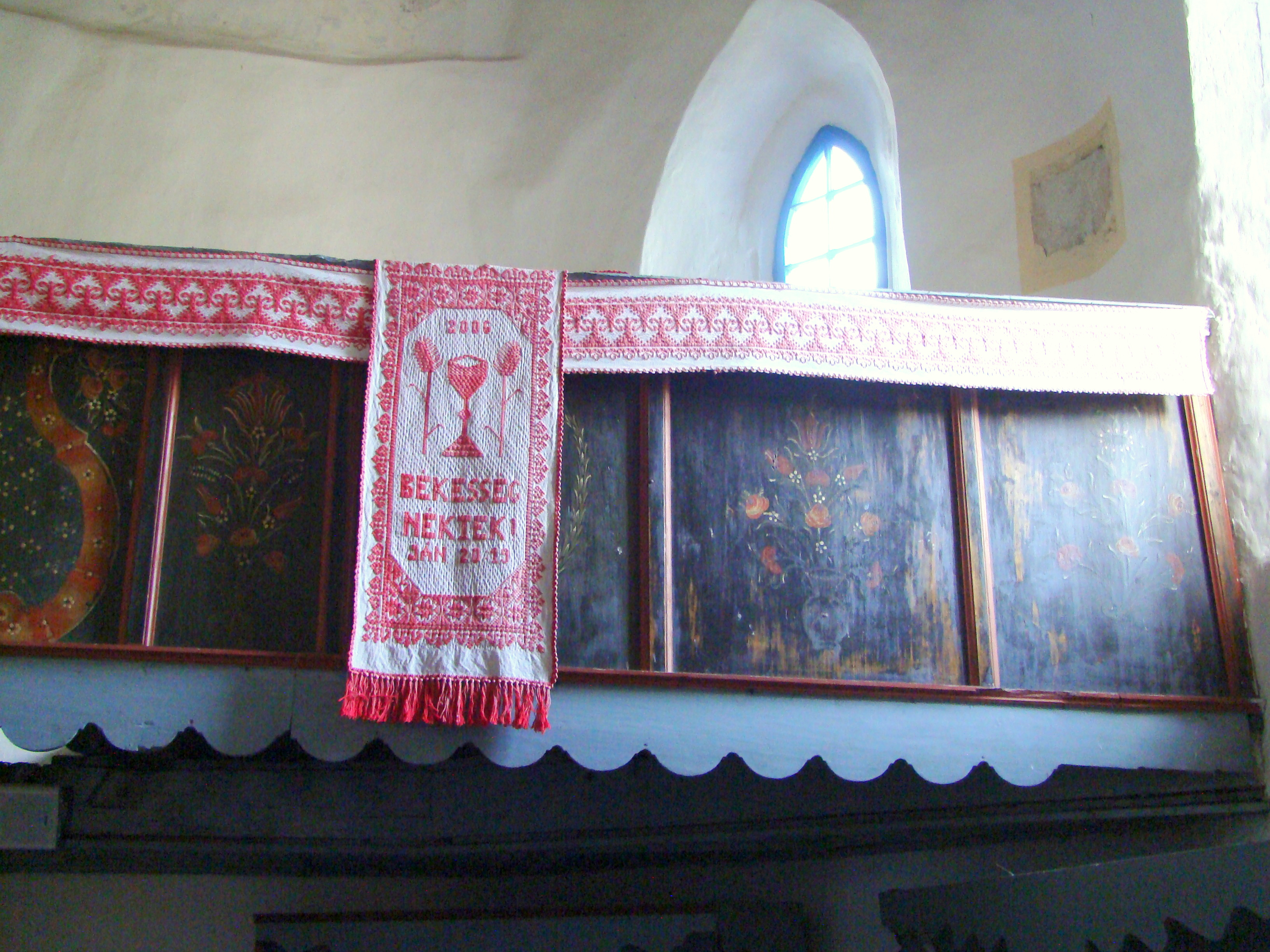
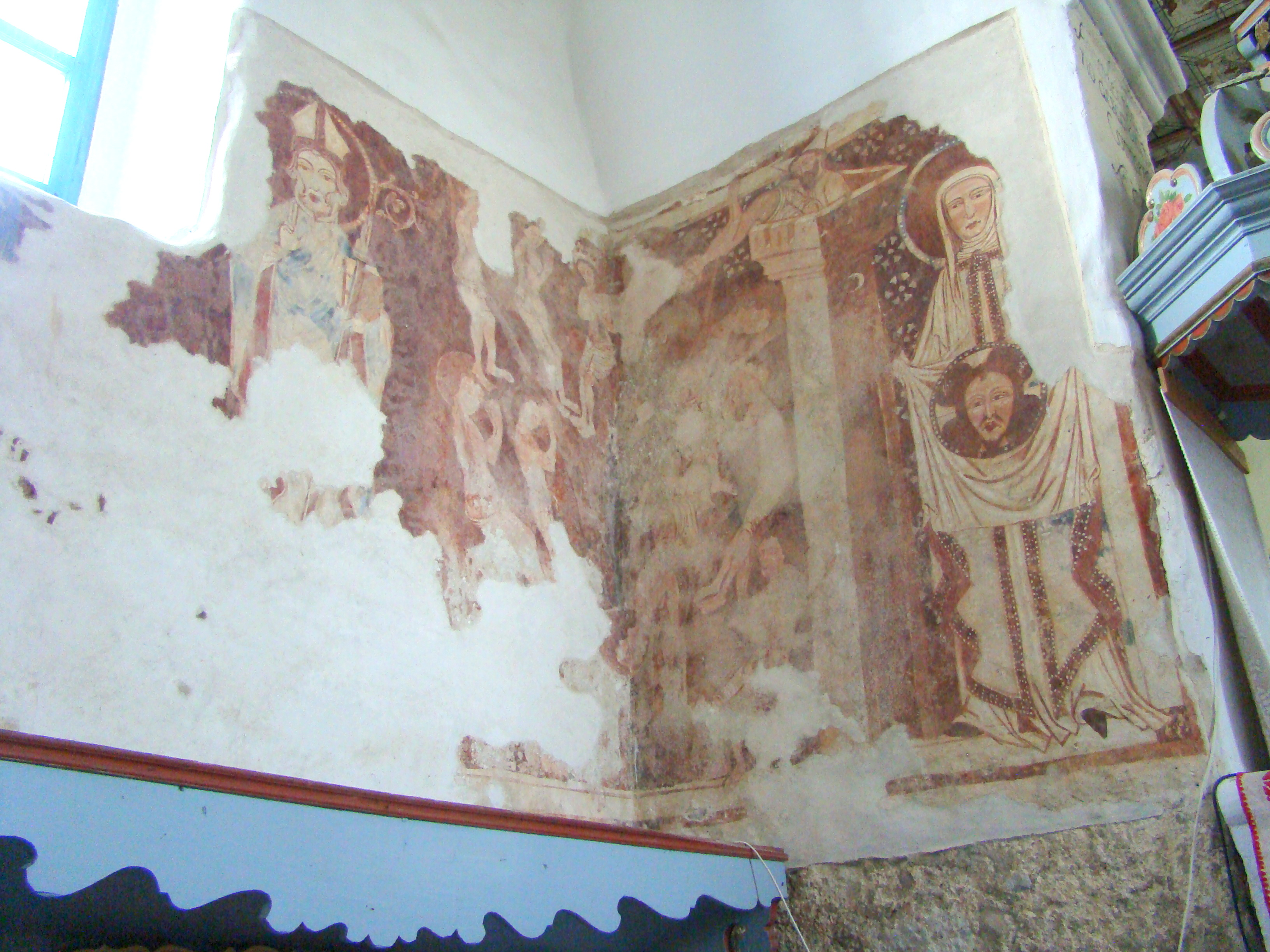
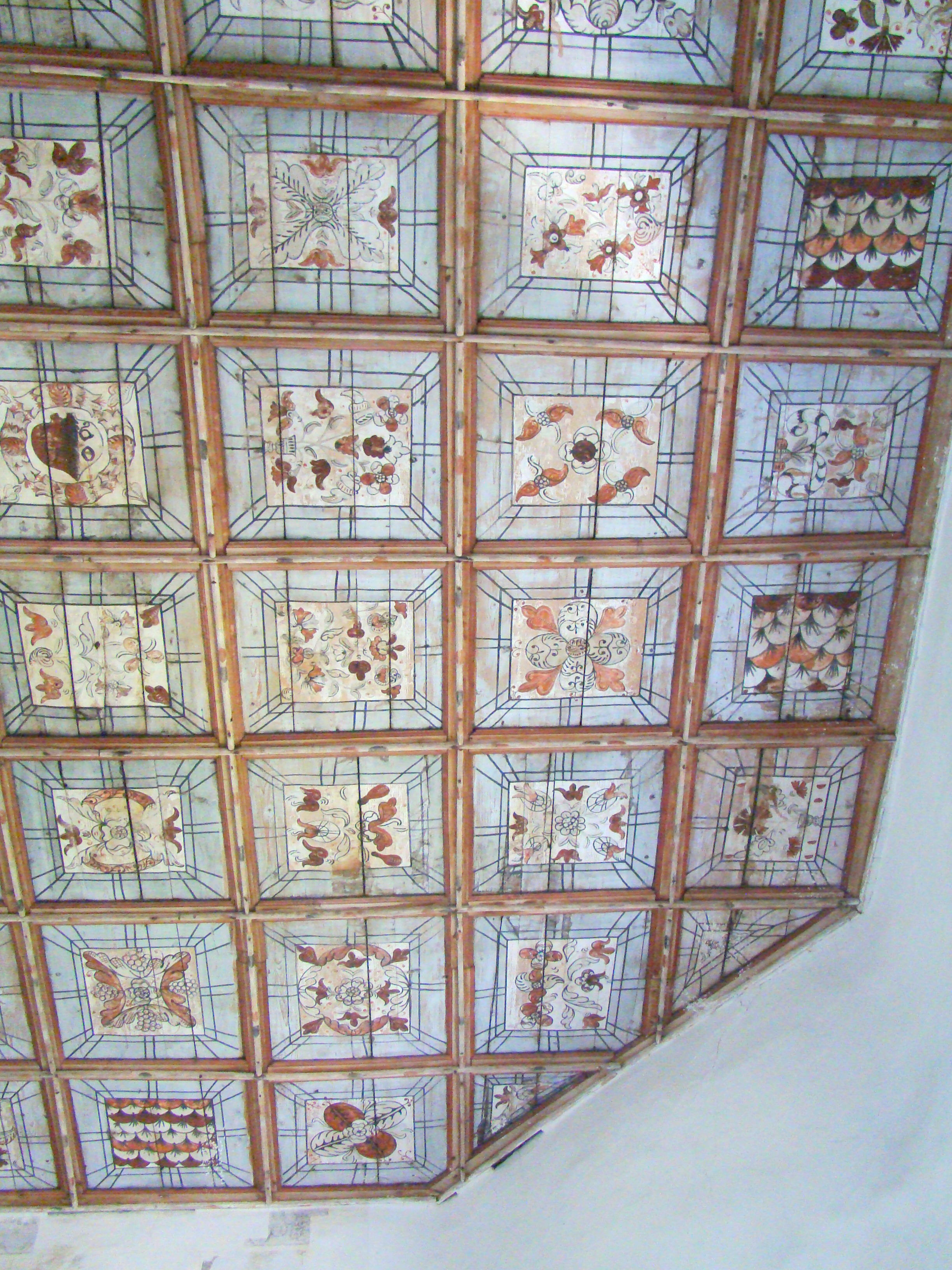
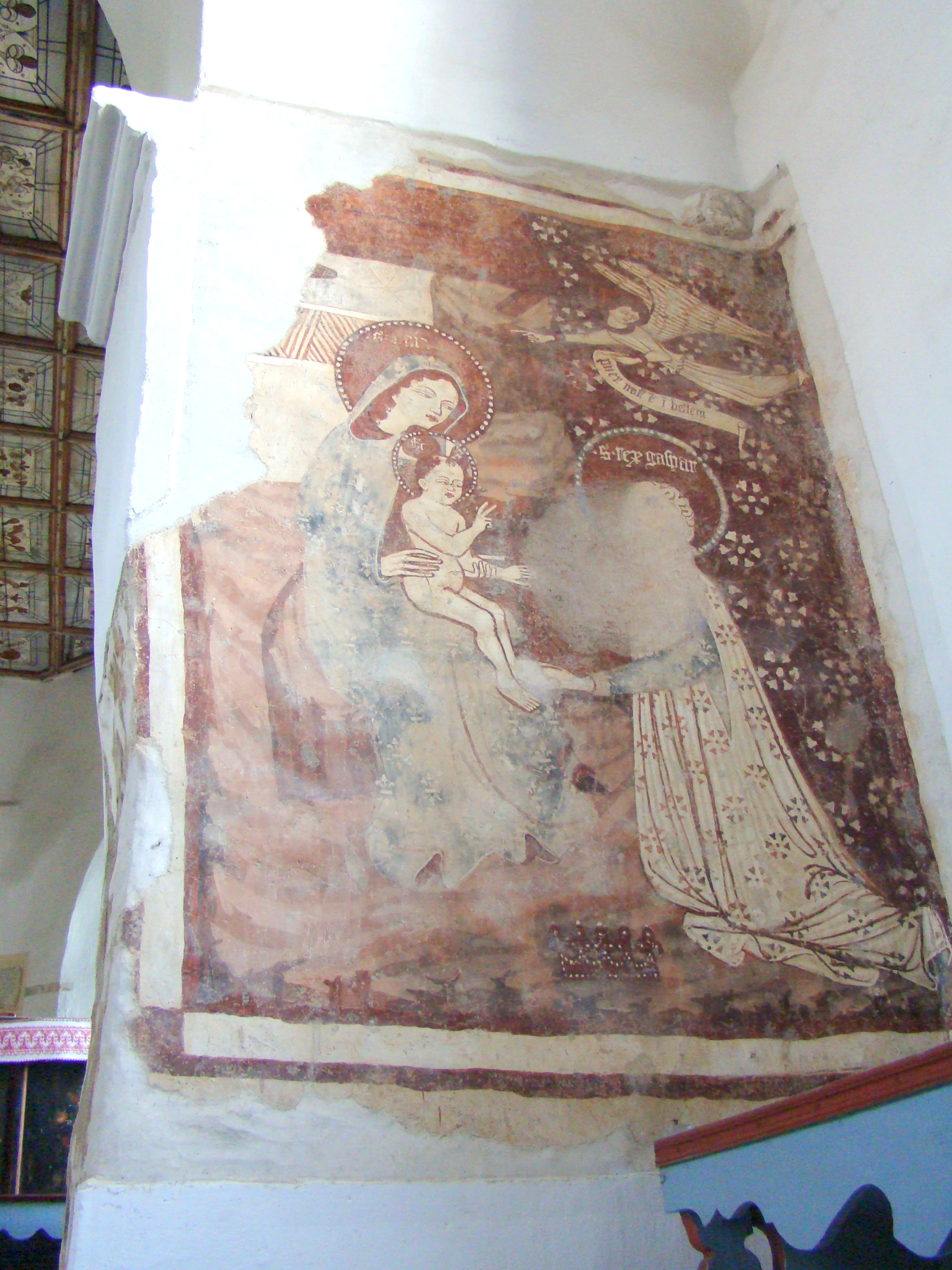
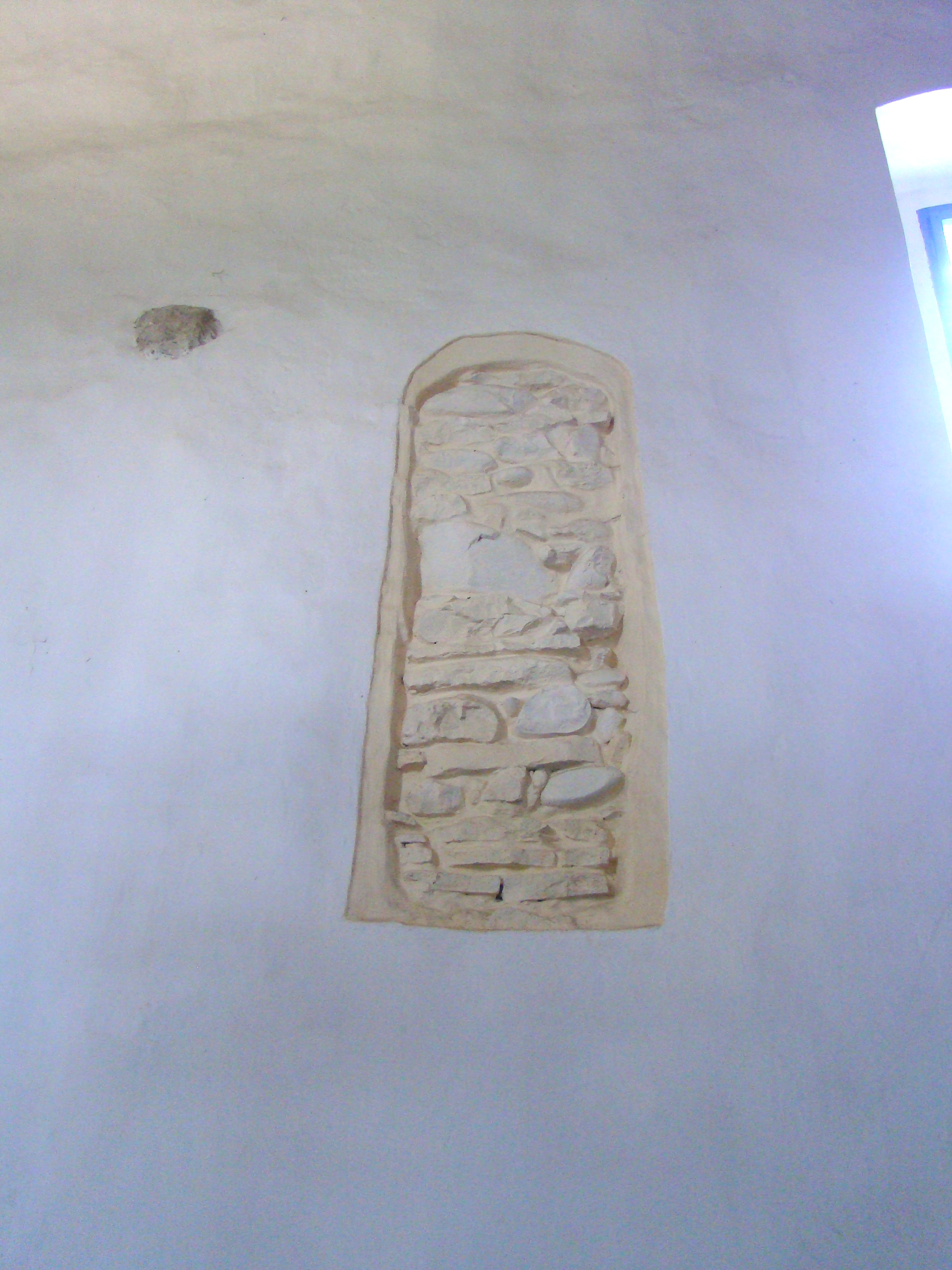
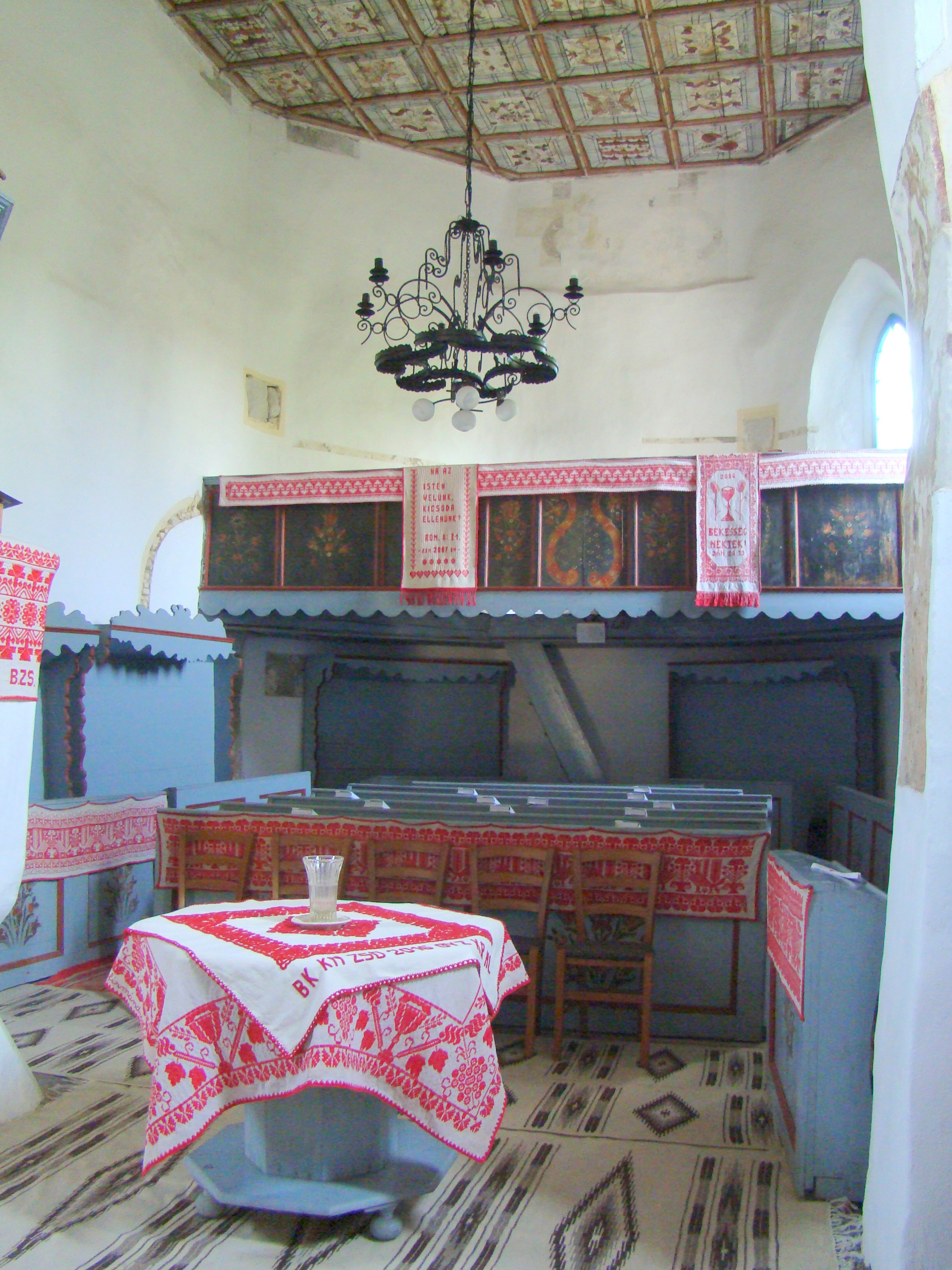
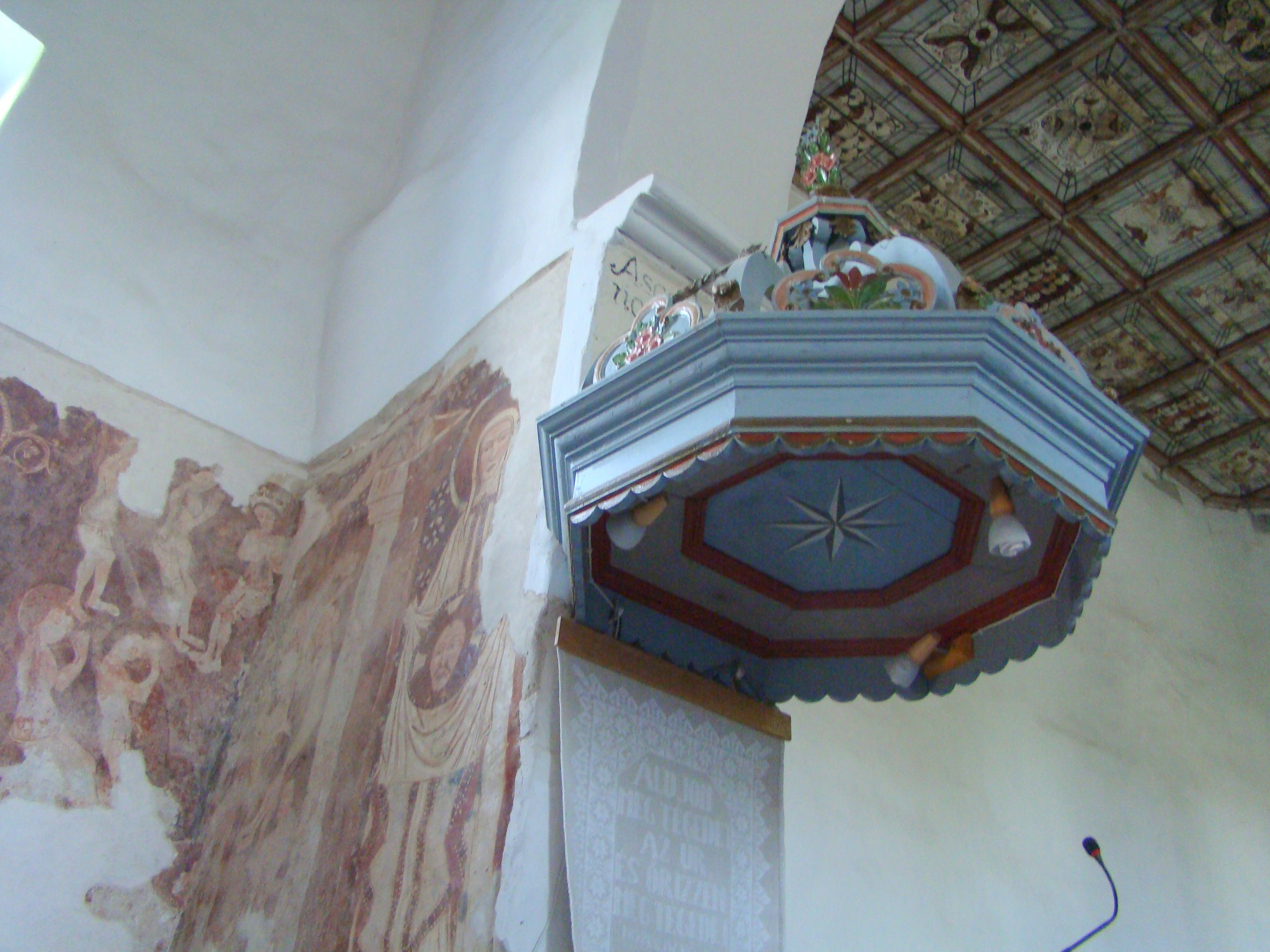
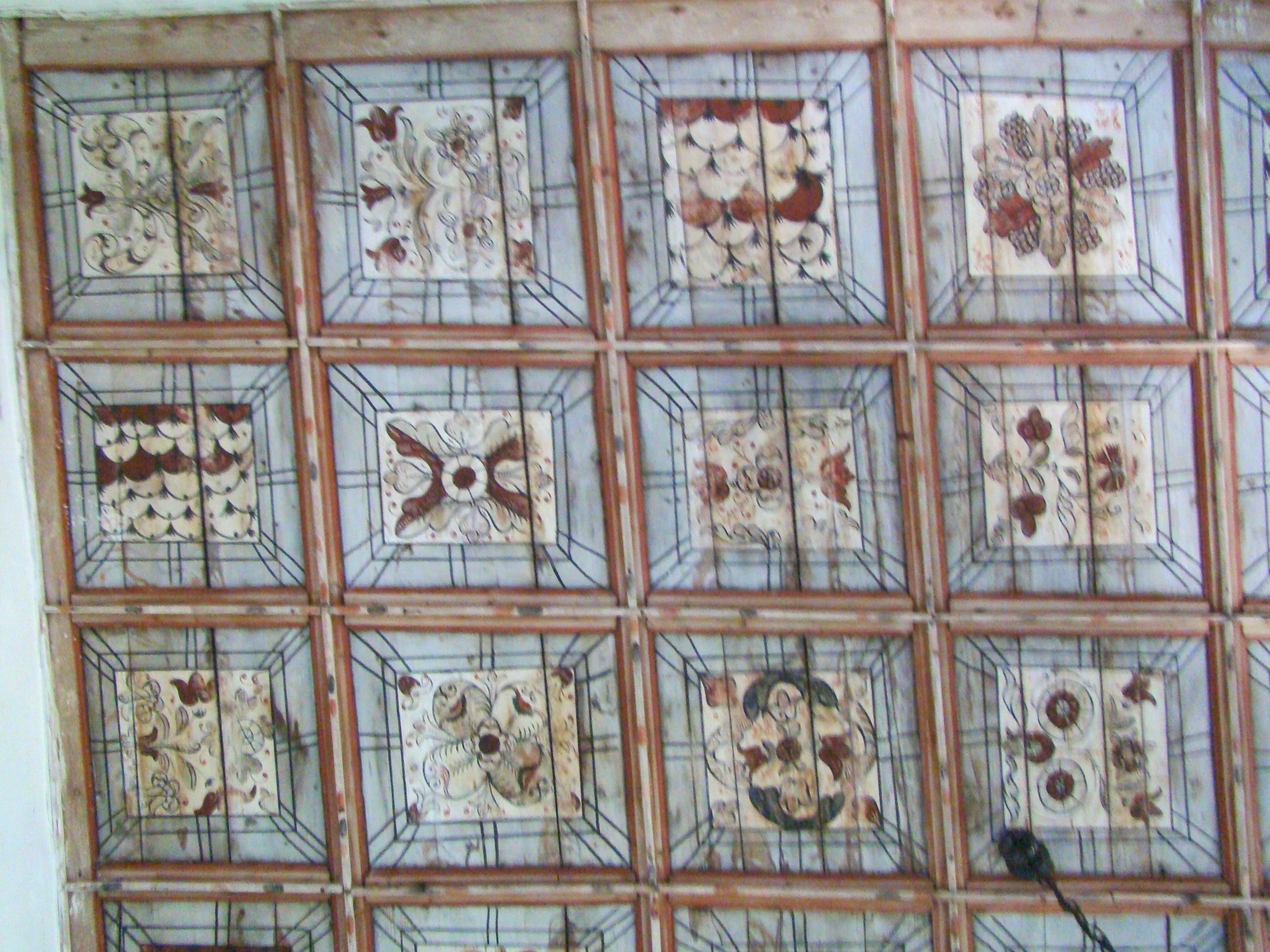
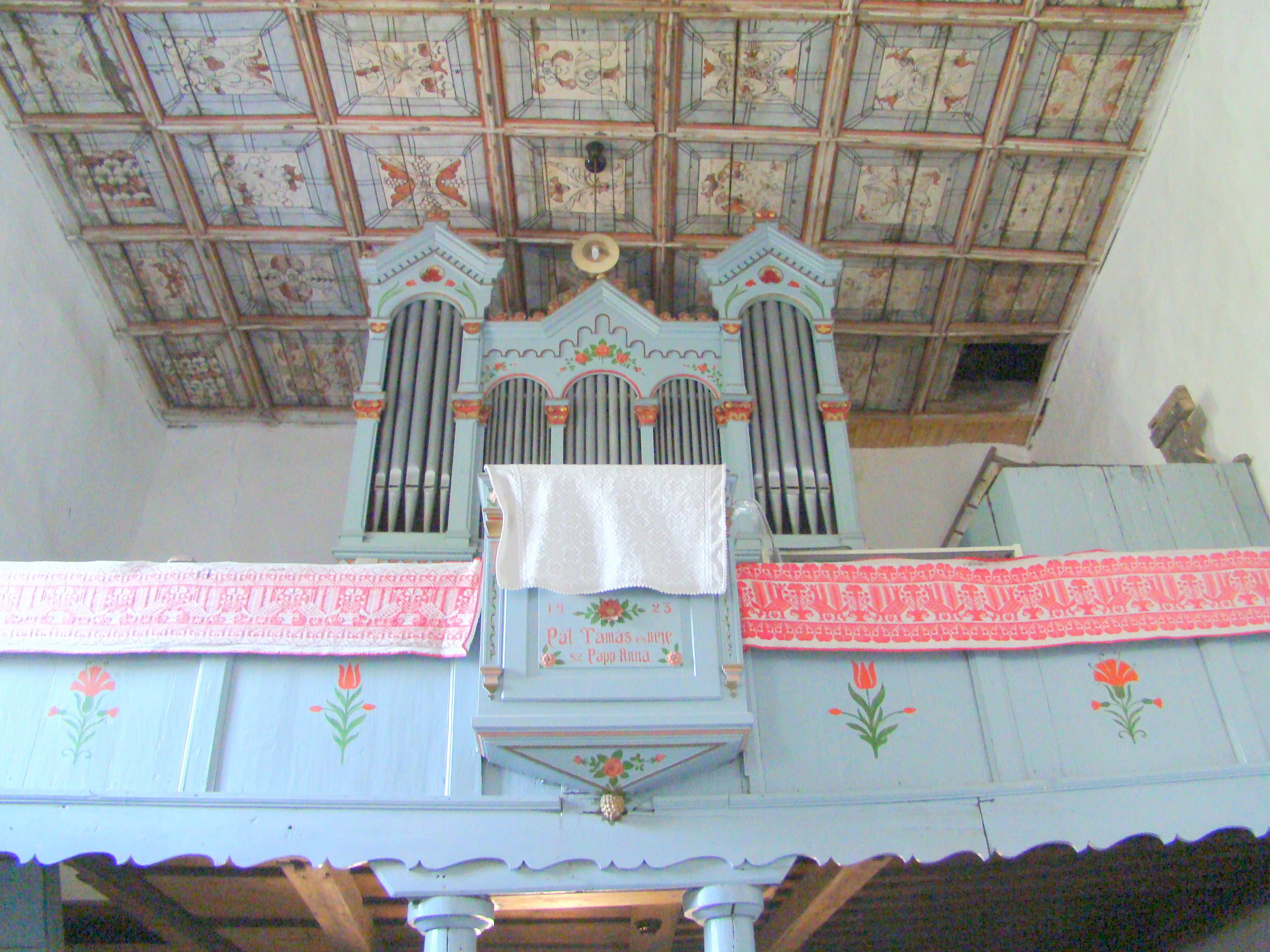
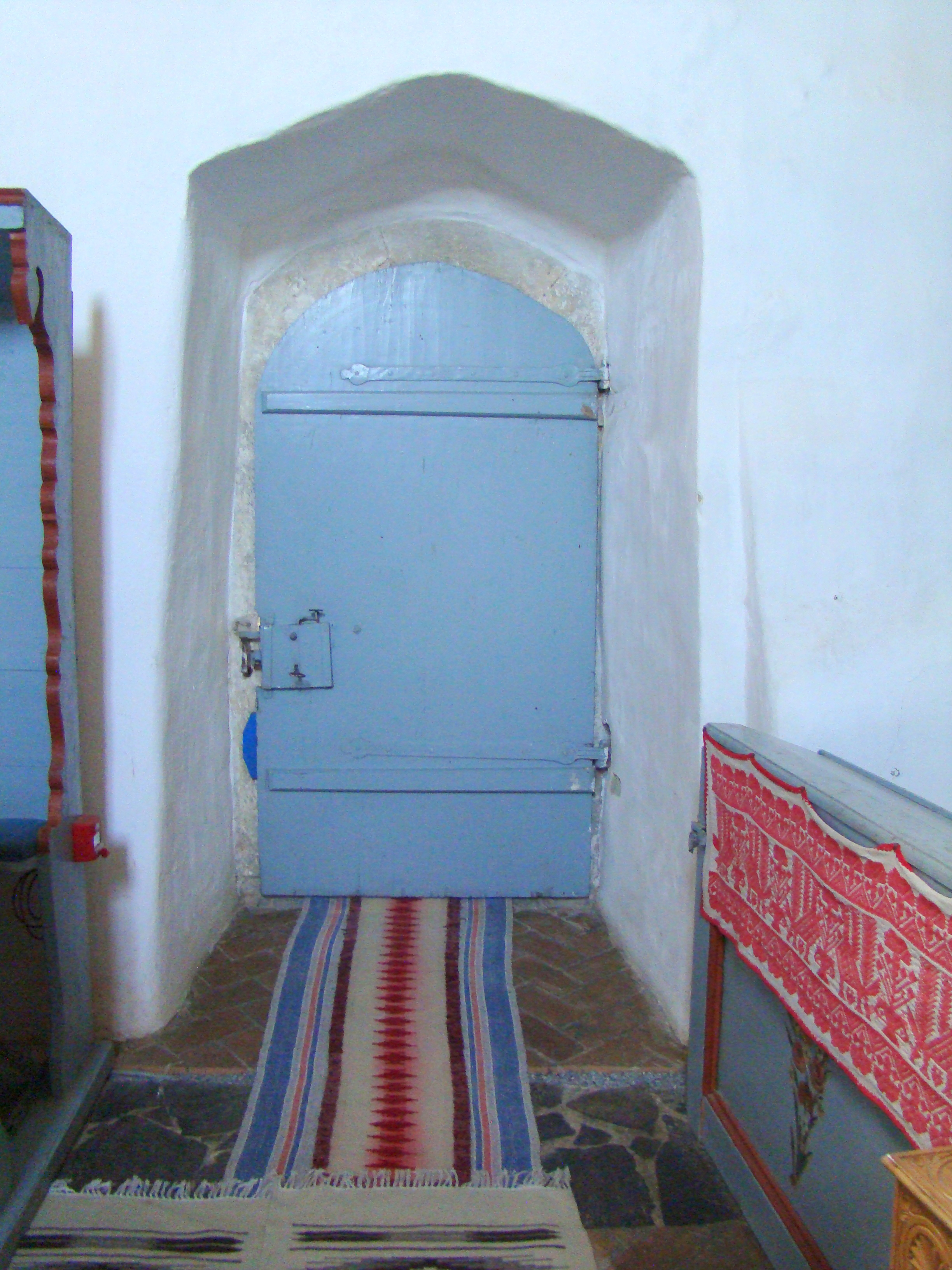

## Vezi și
- Feliceni, Harghita